# Приднестровская Молдавская Республика
Приднестро́вская Молда́вская Респу́блика (молд. Република Молдовеняскэ Нистрянэ, укр. Придністровська Молдавська Республіка), или Приднестро́вье (молд. Нистрения, укр. Придністров’я), — непризнанное государство в Восточной Европе. Расположено преимущественно на левом берегу Днестра, включает в себя также город Бендеры на правом берегу. Выхода к морю не имеет.
Согласно административно-территориальному делению Молдовы, бо́льшая часть территории, контролируемой ПМР, входит в состав Республики Молдова как автономное территориальное образование, другая часть входит в состав Молдовы как муниципий Бендеры. Часть заявленной территории ПМР контролируется Молдовой. Граничит с Украиной.
По данным переписи 2015 года население Приднестровья составляло 475 665 человек и состояло из молдаван, украинцев и русских примерно в равном соотношении. Языком межнационального общения чаще всего является русский (на уровне первого или второго родного языка).
На 2021 год численность населения, согласно данным службы государственной статистики, составляла 465 800 человек. Официальные языки — молдавский, русский, украинский. Большинство населения исповедует православие.
Унитарная президентская республика. В 2021 году на президентских выборах победил Вадим Красносельский. По итогам выборов в парламент 2020 года большинство мест получила партия «Обновление».
ПМР провозгласила независимость от Молдовы 2 сентября 1990 года, после того, как депутаты Верховного совета ССР Молдова в июне 1990 года объявили о суверенитете ССР Молдова, на месте Молдавской ССР, созданной в 1940 году путём объединения части Бессарабии и районов МАССР на левом берегу Днестра, и взяли курс на объединение с Румынией, в которую районы левого берега Днестра изначально не входили. Это произошло на фоне «парада суверенитетов» и распада СССР, а после вооружённого конфликта в 1992 году ПМР полностью отделилась от Молдовы. Молдова не признала отделение ПМР и вопрос о статусе данной территории остаётся нерешённым. С этого момента ведётся вялотекущий диалог по разрешению конфликта. Ситуация вокруг Приднестровья часто характеризуется как «замороженный конфликт». Молдова рассматривает Приднестровье как свою территорию, оккупированную Россией, эта позиция признаётся Парламентской ассамблеей Совета Европы.
7 сентября 2016 года вышел Указ президента ПМР № 348 «О реализации итогов республиканского референдума, состоявшегося 17 сентября 2006 года», согласно которому Приднестровская Молдавская Республика начала процесс приведения своей законодательной базы в соответствие с российским законодательством, с целью дальнейшего вхождения в состав Российской Федерации. Так, с 2017 года Приднестровье использует флаг России как второй государственный.
В 2017 году на территории Приднестровья проживало 213 000 граждан РФ. В 2023 году на территории Приднестровья проживало 357 534 граждан Молдовы, при этом законы Молдовы и Приднестровья допускают множественное гражданство.

## Название
2 сентября 1990 года II Чрезвычайный съезд народных депутатов всех уровней Приднестровья, состоявшийся в Тирасполе, принял Декларацию об образовании Приднестровской Молдавской Советской Социалистической Республики (ПМССР) со столицей в городе Тирасполе в составе СССР.
5 ноября 1991 года Постановлением Верховного совета Приднестровской Молдавской ССР «Об изменении названия Республики» было утверждено название «Приднестровская Молдавская Республика» (ПМР).

## История

### До 1920
В раннем средневековье (VII—XIII века) на территории современного Приднестровья жили славянские племена уличи и тиверцы, а также кочевники-тюрки — печенеги и половцы. Определённое время эта территория была частью Киевской Руси и Галицко-Волынского княжества, а с 1360-х годов — Великого Княжества Литовского. В 1569 году северное Приднестровье в составе Брацлавского воеводства вошло в Малопольскую Провинцию Короны Польской, позже, в 1648 году, в составе Брацлавского полка вошло в Гетманщину, в 1712 году — в Речь Посполитую. В ходе второго раздела Речи Посполитой отошло к Российской империи. Из современных районов ПМР в состав Польши и Гетманщины входили Рыбницкий и Каменский районы.
Южное Приднестровье захвачено Золотой Ордой в 1242 году, с конца XV века вошло в Крымское ханство, со второй половины XVIII века было подчинено Едисанской орде. В 1770 году Едисанская орда численностью в 8 тысяч татар принимает Российское подданство. По Кючук-Кайнарджийскому договору 1774 года Едисанская орда получает независимость. По Ясскому мирному договору (9 января 1792 года) стало частью Российской империи. Из современных районов ПМР под турецко-татарской властью находились Дубоссарский, Григориопольский и Слободзейский районы, а также город Бендеры.
Граница между Речью Посполитой (включая период Гетманщины) и Османской империей (включая владения Крымского Ханства и кочующих в Диком поле орд) до конца XVIII века проходила по реке Ягорлык.
С конца XVIII века Российская империя осуществляла заселение этого региона для защиты своей юго-западной границы. Российские власти поощряли миграцию в Приднестровье болгар, русских, украинцев, евреев, немцев, армян, греков и молдаван.
На протяжении всего XIX века Приднестровье, с городами Григориополь, Дубоссары и Тирасполь входило в состав Тираспольского уезда Херсонской губернии, Рыбница — в Балтский уезд, Каменка — в Ольгопольский уезд Подольской губернии, Бендеры — в состав Бессарабской губернии. Бендеры и правобережная часть Слободзейского района с 1918 по 1940 годы как составная часть Бессарабии были в составе королевской Румынии (до этого Бендеры были частью Молдавской Демократической Республики (МДР)). Левобережная часть Приднестровья с 1918 года входила в состав Украинской Народной Республики (УНР) и Украинской державы гетмана П. П. Скоропадского, затем, в 1919—1920 годах, была частью белого Юга России, а после 1922 года вошла в СССР (до этого в течение нескольких месяцев 1918 года была частью Одесской Советской Республики).

### 1920—1940-е годы

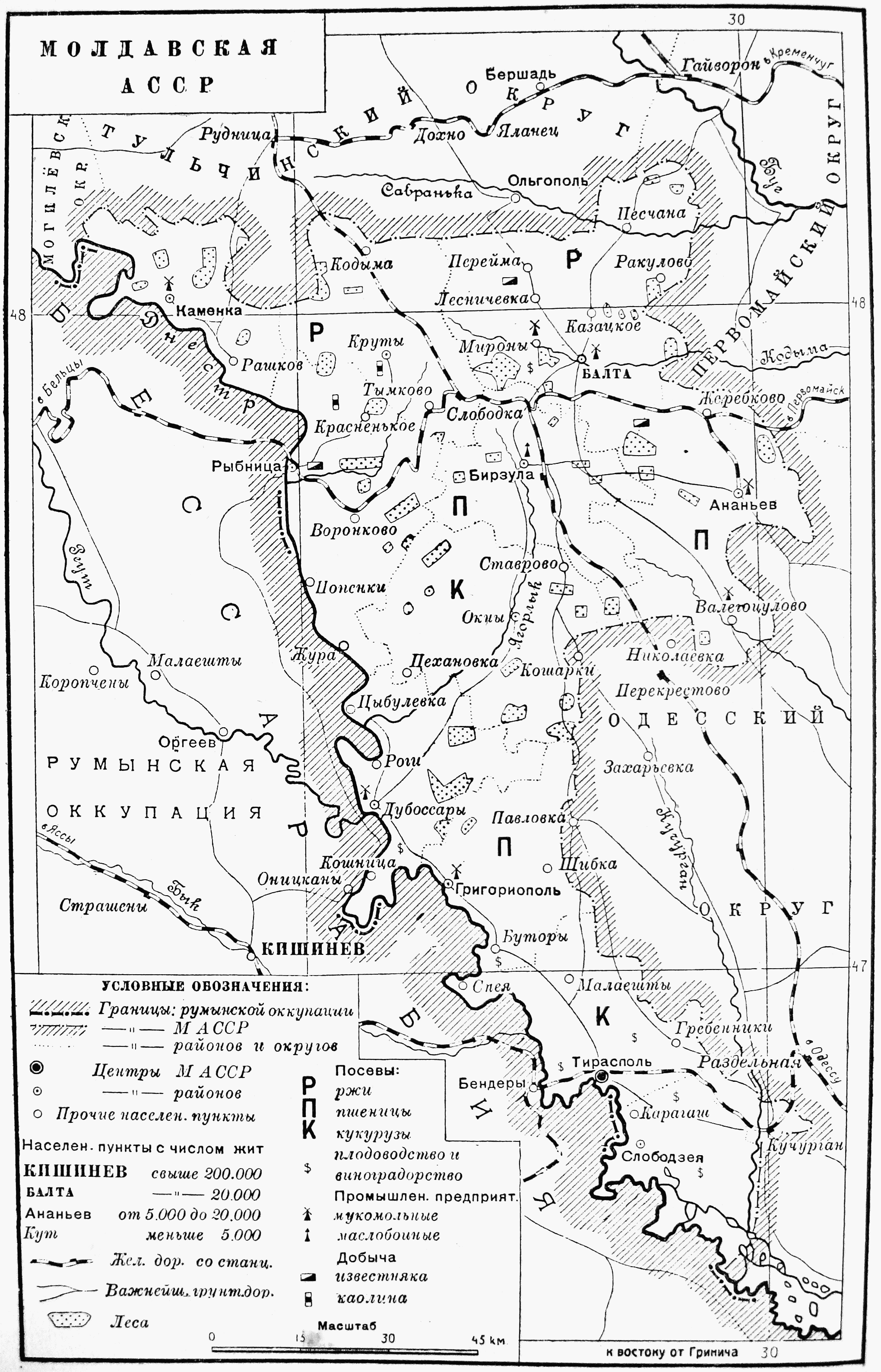
Карта МАССР

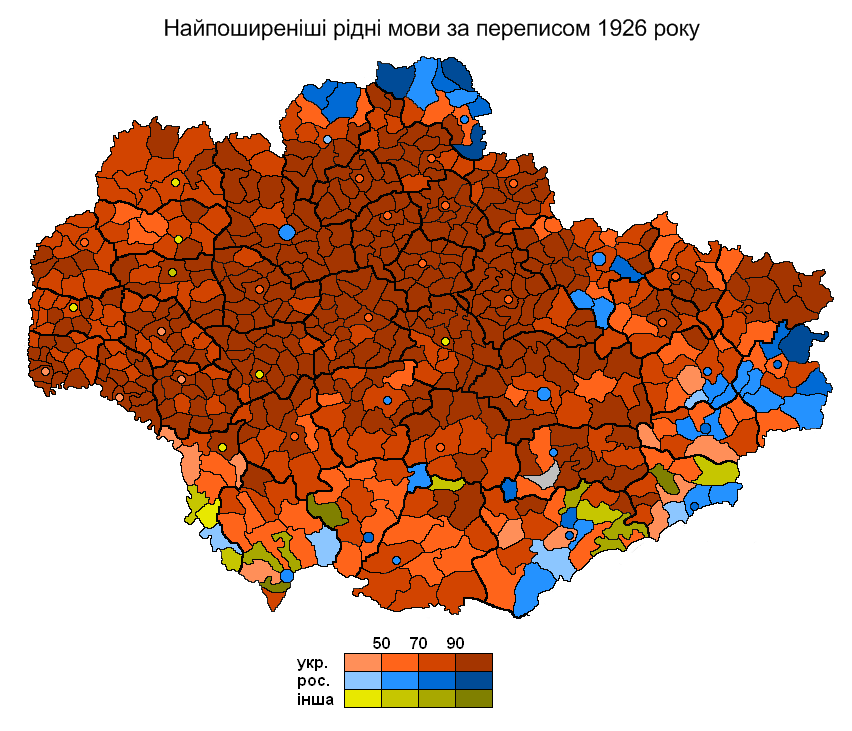
Самый распространённый родной язык в районах Украинской ССР по данным переписи 1926 года. Территория Приднестровья отличалась языковым разнообразием

До 1940 года территория Приднестровья находилась в составе Украинской ССР (за исключением правобережного города Бендеры). В 1924 по инициативе Г. И. Котовского, П. Д. Ткаченко и других здесь была создана Молдавская Автономная Советская Социалистическая Республика (МАССР) в составе Украинской ССР. Она должна была стать плацдармом для возвращения Бессарабии, присоединённой к Румынии в 1918 году.
Советский Союз не признал отторжения Бессарабии, мотивируя это, в частности, тем, что советские требования о проведении на территории бывшей Бессарабской губернии всенародного плебисцита о принадлежности этой территории были дважды отвергнуты румынской стороной. Официальными языками МАССР были объявлены молдавский, украинский и русский. Столицей республики стал город Балта, а с 1929 года — Тирасполь, который сохранял эту функцию до 1940 года.

#### Самобытничество
В 1924 году в МАССР зародилось новое молдавское национальное движение — самобытничество, направленное на самосохранение молдавского народа, как народа, отличного от румынского. К 1938 году, после репрессий 1932—1938 годов как на самобытников, так и на латинизаторов, местный литературный молдавский язык (за исключением технических и научных терминов) стал во многом идентичен румынскому, но в разговорных диалектах и говорах местных левобережных молдаван он так и остался самобытным на кириллической графике (с 20—40 % либо корней слов, заимствованных из украинского и русского языков, либо полностью заимствованных словосочетаний). Современные лингвисты считают, что «румынский» и «молдавский» являются разными названиями (лингвонимами) одного языка; такого мнения придерживаются руководства Румынии и Республики Молдова. Однако приднестровские власти настаивают, что в молдавском языке присутствуют все качества и свойства, присущие отдельному и самостоятельному языку, и что называть его диалектом румынского языка нельзя.

#### Присоединение Бессарабии и Северной Буковины к СССР
Согласно секретному дополнительному протоколу к Договору о ненападении между Германией и СССР от 23 августа 1939 года, СССР в ультимативной форме потребовал от Румынии передать под советский контроль территорию Бессарабии и Северной Буковины.
Лишившись поддержки Франции, а также столкнувшись с территориальными притязаниями Венгрии на западе, Румыния приняла выдвинутый СССР ультиматум и вывела свои войска. Отторгнутая территория Бессарабии (за исключением Буджака, включённого в Одесскую область, и Северной Бессарабии (Восточной Буковины), которая вместе с Северной Буковиной и районом Герцы образовали Черновицкую область Украинской ССР) была присоединена к части МАССР и преобразована в Молдавскую Советскую Социалистическую Республику со столицей в Кишинёве.
Балта и прилегающие к ней 8 районов отошли к Украине.
2 августа 1940 года на VII сессии Верховного Совета СССР был принят Закон об образовании союзной Молдавской Советской Социалистической Республики.
После создания Молдавской ССР на территорию современной Приднестровской Молдавской Республики направились многочисленные переселенцы из России и Украины, помогая создавать местную промышленность. Большинство промышленных предприятий Молдовы было сосредоточено на территории Приднестровья, поскольку экономика остальной части — Бессарабии — во время пребывания в составе Румынии (1918—1940) имела аграрный характер и была самой отсталой из всех провинций Румынии, а промышленные предприятия в основном занимались переработкой сельхозпродукции (доля продукции пищевой промышленности в 1937 году составляла 92,4 %).

### Вторая мировая война
Новая геополитическая ситуация сохранялась недолго — уже в 1941 году Германия и её союзники напали на СССР, и Румыния получила возможность вновь вернуть себе территории, присоединённые год назад Советским Союзом. Кроме вошедших в состав Великой Румынии Бессарабии и Северной Буковины, под контролем румынской администрации оказалась вся область между реками Южный Буг и Днестр (включая города Балта, Одесса и правобережную часть г. Николаева), которую назвали Транснистрией («Заднестровьем»).
В 1944 году, с выходом Красной армии на Балканы, границы вернулись к положению, существовавшему на начало Великой Отечественной войны.

### Период после 1945 года
В 1956 году в Молдавской ССР (в том числе и на территории Приднестровья) была размещена 14-я армия. Она осталась здесь и после распада СССР, охраняя склады вооружений и боеприпасов — запасы, созданные на случай боевых действий на Юго-Восточном театре военных действий в Европе, в том числе вывезенные из Западной группы войск (см. Колбасна). В 1984 штаб армии был переведён из Кишинёва в Тирасполь.
В 1990 году, до распада СССР, промышленные объекты на территории современной Приднестровской Молдавской Республики давали 40 % ВВП Молдовы и производили 90 % электроэнергии — в Днестровске была построена Молдавская ГРЭС, которая должна была производить электроэнергию для экспорта в страны СЭВ.

### Приднестровский конфликт. Создание Приднестровской Молдавской Республики

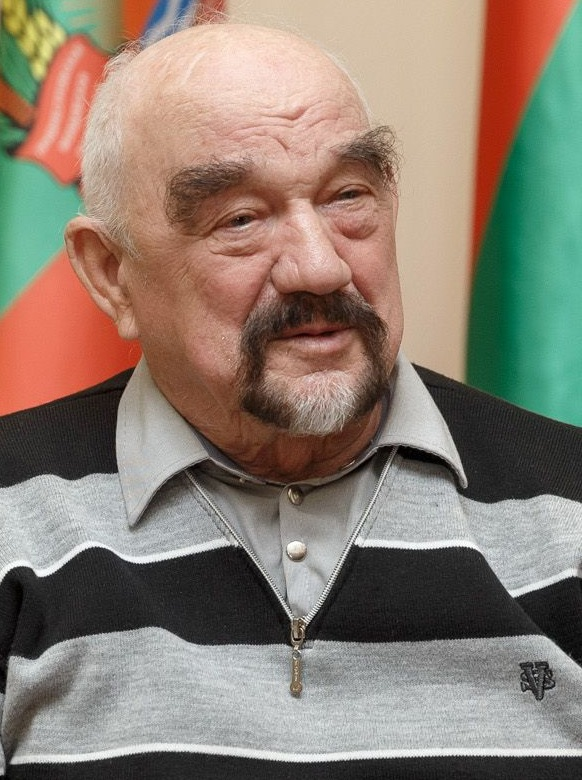
Глава и лидер движения за независимость Приднестровья (1990—2011) Игорь Смирнов

Приднестровская Молдавская Советская Социалистическая Республика (ПМССР) была провозглашена как советская республика в составе СССР на II Чрезвычайном Съезде депутатов всех уровней Приднестровья, состоявшемся в Тирасполе 2 сентября 1990 года. 22 декабря 1990 года президент СССР Михаил Горбачёв подписал указ «О мерах по нормализации обстановки в ССР Молдова», в 4-м пункте которого постановлялось «считать не имеющими юридической силы… решения II съезда депутатов Советов разных уровней из некоторых населённых пунктов Приднестровья от 2 сентября 1990 года о провозглашении… Молдавской Приднестровской Советской Социалистической Республики».
25 августа 1991 года Верховный Совет ПМССР принял «Декларацию о независимости ПМССР», однако на территории Приднестровья сохранялось действие Конституции и законодательства СССР.
27 августа 1991 года Верховный Совет Молдавской ССР принял закон № 691 «О декларации о независимости», который объявлял не имеющим юридической силы закон СССР от 2 августа 1940 года «Об образовании союзной Молдавской ССР», в соответствии с которым МАССР стала частью Молдавской ССР, подчёркивая, что «не спросив населения Бессарабии, Севера Буковины и района Герца, вошедших в состав СССР 28 июня 1940 года, а также населения Молдавской АССР (Заднестровья), образованной 12 октября 1924 года, Верховный Совет СССР, в нарушение своих конституционных полномочий, принял 2 августа 1940 года закон „Об образовании союзной Молдавской ССР“… Издавна населённое молдаванами Заднестровье является составной частью исторической и этнической территории нашего [молдавского] народа».

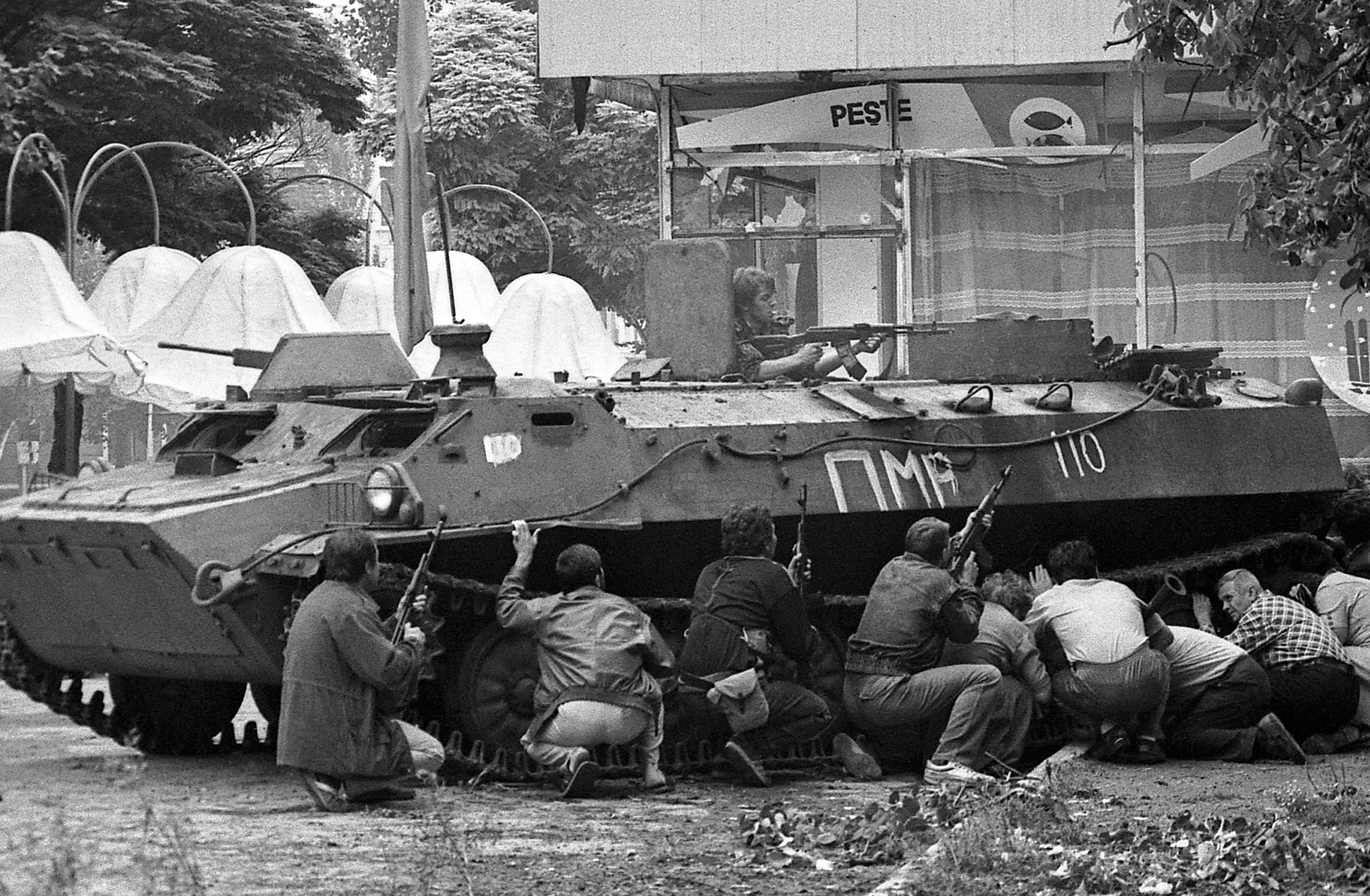
Битва за Бендеры. 1992

5 ноября 1991 года, в связи с событиями распада СССР, ПМССР была переименована в Приднестровскую Молдавскую Республику (ПМР). В молдавской версии название звучит как «Днестровская Молдавская Республика». В марте — августе 1992 года в регионе происходил вооружённый конфликт.
В 2006 году в ПМР прошёл референдум, в результате которого, согласно объявленным итогам, за присоединение к России проголосовали 97,2 % избирателей.
В декабре 2013 года Верховный Совет Приднестровья в первом чтении принял законопроект о применении на территории непризнанной республики Российского федерального законодательства. В марте 2014 года Верховный совет Приднестровья попросил Госдуму России разработать закон, который позволил бы принять непризнанную республику в состав России.
7 февраля 2020 года президент Молдовы Игорь Додон в своём видеообращении заявил о готовности Кишинёва дать «широкую автономию» Приднестровской Молдавской республике (ПМР), чтобы разрешить затяжной конфликт. По его словам, обе территории являются единым государством и у Приднестровья нет будущего без Молдовы, «нужно садиться и разговаривать, мы готовы искать выходы из ситуации, готовы дать гарантии и довольно широкую автономию».
26 апреля 2022 года в Приднестровье установлен «красный» уровень террористической угрозы. Ранее произошли взрывы: воинской части в Парканах, радиовышек в посёлке Маяк, здания МГБ в Тирасполе.
Позже президент Молдовы Майя Санду связала взрывы с «силами внутри Приднестровья, которые выступают за войну и заинтересованы в дестабилизации ситуации». Инциденты произошли на фоне обострения ситуации вокруг Приднестровья во время российского вторжения на Украину.

## Государственное устройство
Приднестровская Молдавская Республика, согласно своей конституции, является суверенным, демократическим, правовым государством, народовластие является основой государственной власти.

### Президент
Главой государства является Президент Приднестровской Молдавской Республики, в настоящее время — Вадим Красносельский.
Президент ПМР избирается сроком на пять лет тайным голосованием на всеобщих прямых выборах, один и тот же человек не может занимать этот пост более двух сроков подряд.

### Исполнительная власть
Руководителем исполнительной ветви власти является Председатель Правительства Приднестровской Молдавской Республики, в настоящее время — Александр Мартынов.
В правительство входят министры, а также главы ведомств, не имеющие министерской должности, но официально приравниваемые к министрам по статусу. Количественный состав и структура правительства не регламентированы законодательно и определяются президентом.

### Законодательная власть

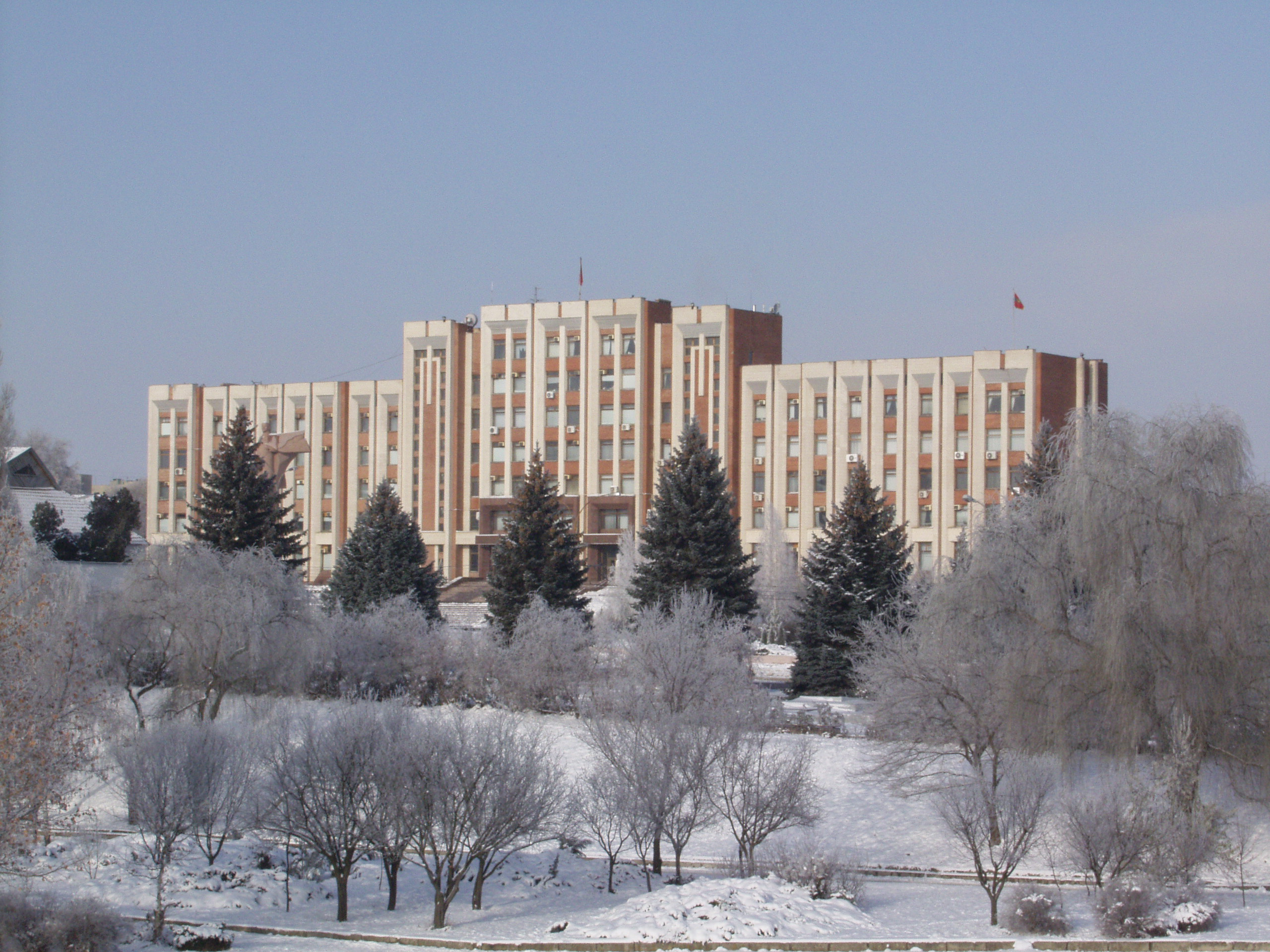
Здание Верховного Совета

Высшим органом законодательной власти является Верховный совет Приднестровской Молдавской Республики. Председателем Верховного Совета является Коршунов Александр.
На своих регулярных сессиях Верховный Совет проводит инаугурацию избранного главы республики и утверждает предложенные им основные направления государственного курса на пятилетний срок. Президент ПМР несёт ответственность перед Верховным Советом, который может объявить ему импичмент, собравшись для этого на внеочередную сессию.
Депутаты Верховного Совета избираются на пятилетний срок в ходе прямых всеобщих парламентских выборов, проводимых по одномандатным округам. Количественный состав Совета, регламентируемый действующим законодательством, 43 человека.

### Судебная власть
Высшая судебная власть принадлежит Верховному суду, Конституционному суду и Арбитражному суду.

### Государственная символика

Флаг Приднестровской Молдавской ССР (с 1991 года — флаг ПМР), представляющий собой точную копию флага Молдавской ССР
- используется наравне с российским флагом

Государственная символика Приднестровья регламентируется конституцией и действующим законодательством (Закон о государственном флаге, государственном языке, государственном гербе и государственном гимне).
Флаг Приднестровской Молдавской Республики полностью идентичен флагу МССР и представляет собой прямоугольное полотнище двухсторонне красного цвета. Посередине полотнища каждой стороны во всю его длину располагается полоса зелёного цвета.

Второй государственный флаг Приднестровья

В левом углу верхней части полосы красного цвета располагается основной элемент герба Приднестровской Молдавской Республики — серп и молот золотистого цвета с красной пятиконечной звездой, обрамлённой каймой золотистого цвета.
За основу герба ПМР взят герб МССР с добавлением узкой голубой полоски, символизирующей реку Днестр.
Также с 2017 года в качестве второго государственного флага Приднестровье использует российский триколор.

### Государственные праздники
Государственные праздники в Приднестровье являются нерабочими днями.
- 1 января — Новый год (по григорианскому календарю), празднуется до Рождества (7 января).
- 23 февраля — День Защитника Отечества.
- 8 марта — Международный женский день.
- Пасха (по григорианскому календарю) — воскресенье и понедельник.
- День поминовения усопших (через неделю после Пасхи по григорианскому календарю) — воскресенье и понедельник.
- 1 мая — Международный день солидарности трудящихся.
- 9 мая — День Победы.
- 2 сентября — День Республики (с 1991 г.) — главный государственный праздник ПМР.
- 7 ноября — День Великой Октябрьской Революции.
- 24 декабря — День Конституции ПМР.

При совпадении выходного (суббота или воскресенье) и нерабочего праздничного дней, нерабочий день переносится на следующий после праздничного рабочий день.

## Международно-правовой статус

### Дипломатическое признание
На протяжении всего своего существования Приднестровская Молдавская Республика остаётся непризнанным государством. Контролируемая ею территория признаётся Молдовой и всеми другими государствами — членами ООН частью Молдовы.
Независимость республики на данный момент признали только два частично признанных государства постсоветского пространства, которые, как и Приднестровье, также являются зонами так называемых «замороженных конфликтов»:
- Южная Осетия признала независимость Приднестровья 17 ноября 2006 года[59] и имеет официальное представительство ПМР[60].
- Республика Абхазия признала независимость Приднестровья 17 ноября 2006 года[59] и имеет официальное представительство ПМР[61].

### Международные организации
Ввиду своего непризнанного статуса республика не является членом ООН и других международных организаций.
С 1992 года является членом Союза непризнанных государств, после 2000 года более известного как Содружество непризнанных государств или СНГ-2. Кроме ПМР в это содружество входят Абхазия и Южная Осетия.
В разное время ПМР заявляла о желании вступить в СНГ, Таможенный союз ЕАЭС, Евразийское экономическое сообщество, участвовать в создании Евразийского союза. Практических последствий эти заявления не имели.
С весны 2006 года Молдова и Украина проводят в отношении ПМР политику, которая, по мнению властей непризнанной республики и России является «экономической блокадой». Однако, после договора Молдовы об ассоциации с Европейским союзом, ПМР активно участвует в торговле со странами Европы. Молдова и Украина отрицают существование блокады. Согласно результатам непризнанного международным сообществом референдума, проведённого 17 сентября 2006 года, 97,1 % жителей ПМР высказались в поддержку курса «на независимость Приднестровской Молдавской Республики и последующее свободное присоединение Приднестровья к Российской Федерации».
12 апреля 2018 года президент Украины Порошенко подписал закон о вступлении в силу Соглашения о совместном контроле на молдавско-украинской границе. С точки зрения властей ПМР и России, это равносильно полной блокаде Приднестровья.
15 марта 2022 года на заседании ПАСЕ представители Румынии, Украины, Франции, Эстонии, Великобритании, Грузии, Турции предложили признать ПМР «Зоной оккупации Российской Федерации». В тот же день решение было принято.

## Миротворческие силы
На территории непризнанной республики находится небольшой контингент вооружённых сил России, созданный в 1995 году на базе 14-й армии (участвовавшей в вооружённом конфликте 1992 года). Согласно молдавско-российскому соглашению от 21 июля 1992 года он рассматривался как миротворческий, однако фактически власти России использовали контингент как один из инструментов для достижения своих политических целей. В соответствии с решением Стамбульского совещания ОБСЕ 1999 года Россия обязалась вывести оружие и весь личный состав с территории ПМР к концу 2002 года, но так и не выполнила своего обещания. Молдавские власти после 2001 года неоднократно выступали за его вывод с последующей заменой на международную миссию гражданских наблюдателей. По оценке ЕСПЧ (2004), Приднестровье находится «под действующей властью или, по меньшей мере, под решающим влиянием Российской Федерации» и продолжает существовать в силу российской военной, экономической и политической поддержки. В июне 2018 года Генеральная Ассамблея ООН приняла резолюцию, призывающую Россию вывести свои войска из Приднестровья.

## Вооружённые силы
Вооружённые силы Приднестровья состоят из мотострелковых, артиллерийских, военно-воздушных сил и войск, специальных и тыловых подразделений, структур народного ополчения, в качестве резерва.
В ПМР действует универсальная военная служба, срок службы — 1 год. Прошедшие срочную воинскую службу находятся в резерве. Кроме того, часть военнослужащих служит по контракту. Общая численность ВС ПМР составляет 15 000 человек. В случае начала столкновений их число может быть быстро увеличено до 80 тысяч человек. Самое крупное формирование в Вооружённых силах ПМР — бригада, самое маленькое — отделение. В отделении — 10 человек. Три отделения входят в состав взвода. Во взводе 32 человека. Три взвода входят в состав роты. 4 роты, миномётные батареи и отдельные подразделения (взводы) входят в состав батальона.
В Вооружённых силах ПМР находятся 4 мотострелковые бригады, одна из которых — гвардейская (дислоцированная в городе Тирасполь), расположенные в Тирасполе, Бендерах, Дубоссарах и Рыбнице. Четыре батальона специальных операций. Однако для развёртывания бригад в полноценные формирования, в неполных мотострелковых бригадах необходим персонал запасных частей. Также имеются артиллерийские и зенитные артиллерийские полки, батальоны спецназа, разведывательные, танковые, инженерно-сапёрные, коммуникационные и ремонтные батальоны

## Административно-территориальное деление

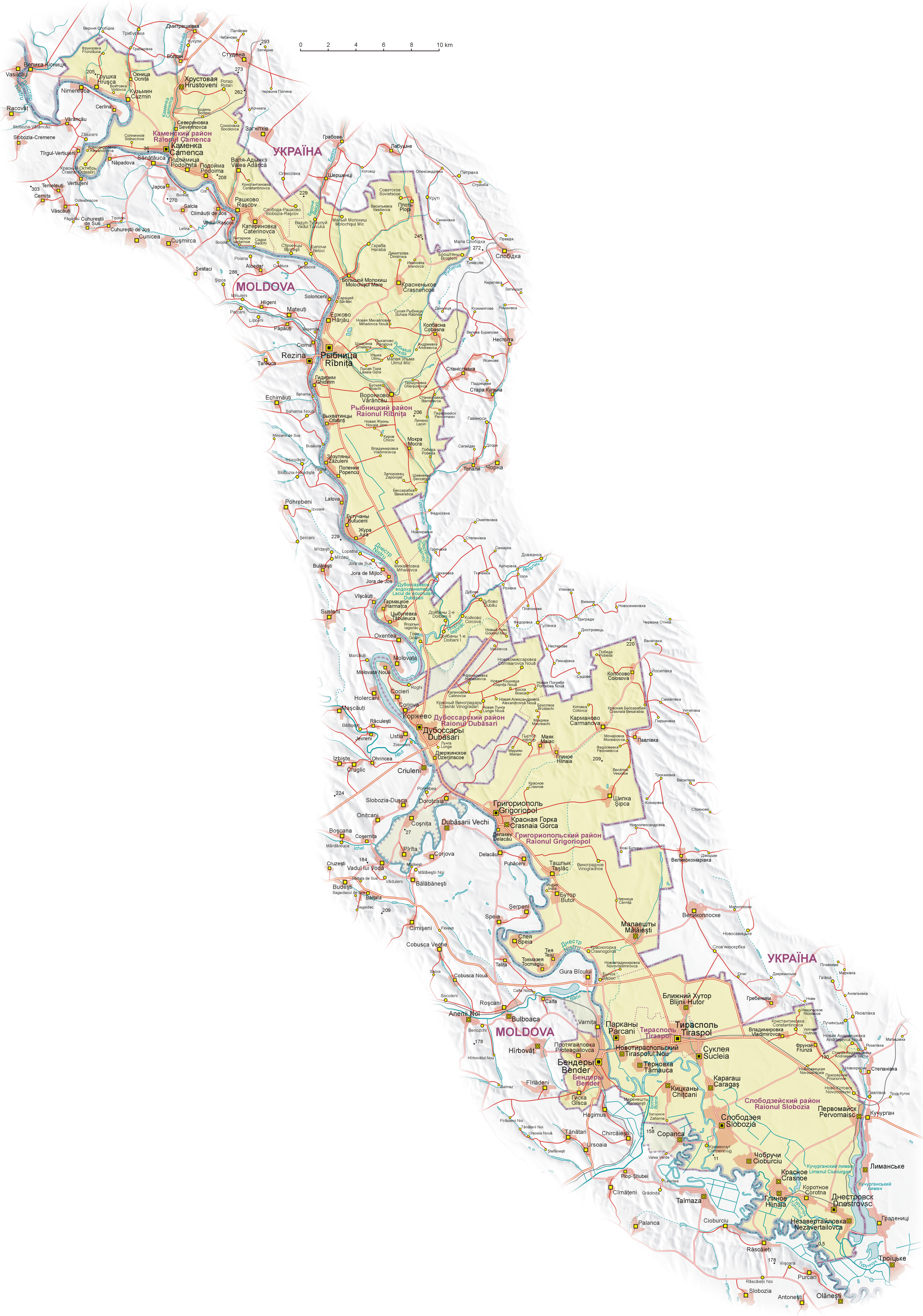
Карта Приднестровья

Приднестровская Молдавская Республика является унитарным государством. Основная часть республики, за исключением города Бендеры и части Слободзейского района, лежит на левом берегу реки Днестр.
Территория Приднестровья разделена на 7 административных единиц: 5 районов — Григориопольский, Дубоссарский, Каменский, Рыбницкий и Слободзейский, а также 2 города республиканского подчинения — Бендеры и Тирасполь.
| Административная единица | Административный центр |
| ------------------------ | ---------------------- |
| город Бендеры            | —                      |
| город Тирасполь          | —                      |
| Григориопольский район   | город Григориополь     |
| Дубоссарский район       | город Дубоссары        |
| Каменский район          | город Каменка          |
| Рыбницкий район          | город Рыбница          |
| Слободзейский район      | город Слободзея        |

### Территории, оспариваемые Молдовой
В настоящий момент на заявленной территории ПМР, находящейся за пределами обозначенной в законодательстве РМ территории АТЕ левобережья Днестра, можно выделить следующие зоны:
- территории, полностью подконтрольные ПМР
  - микрорайон Магалы города Дубоссары. Провозглашён властями Молдовы как отдельное село Махалы 10 сентября 1991 года. Контролировалось РМ несколько дней после провозглашения.
  - город Бендеры, примыкающие к нему сёла Гыска и Протягайловка. Не контролируется ПМР только микрорайон (село) Варница, отделяющий Бендеры от микрорайона Северный (под контролем ПМР). В городе присутствует ограниченный контингент полиции РМ, предусмотренный соглашением о перемирии 1992 года.
  - село Кицканы (в том числе бывшее с. Загорное), а также с. Меренешты.
- территории ограниченного контроля ПМР (экономической деятельности) без присутствия молдавских органов власти в Дубоссарском районе к северо-востоку от автотрассы Тирасполь — Каменка. С 2006 года действует упрощённый режим пересечения молдавско-приднестровской границы, связанный с сельскохозяйственной обработкой земель, принадлежащих гражданам РМ и юридическим лицам, зарегистрированным в РМ.
  - птицефабрика «Пиазис» и окрестные с ней дома — контролируется ПМР
  - Васильевка — село рядом с украинской границей, ранее находившееся в составе Кочиерского сельсовета Дубоссарского района Молдавской ССР. В 1999 году, с принятием нового административного устройства Молдовы, весь бывший Кочиерский сельсовет в его старых границах был формально включён в состав Кишинёвского уезда РМ. С тех пор село Васильевка рассматривается молдавскими властями отдельно от других приднестровских территорий. Ранее в селе находился молдавский полицейский контингент и функционировала молдавская администрация, разогнанная приднестровской милицией в 2005 году[85].
- территории ограниченного контроля ПМР с присутствием молдавских органов власти в Дубоссарском районе между контролируемым РМ селом Кочиеры и автотрассой Тирасполь — Каменка. В начале 1992 года данные территории контролировались Молдовой (плато Кочиеры) и использовались как плацдарм для наступления на Дубоссары в марте 1992 года. В настоящее время, помимо реально функционирующих органов власти ПМР, также ограниченно размещаются правоохранительные органы и формальные чиновники Молдовы (без права вывешивания флага РМ), функционируют молдавские учебные заведения.
  - Роги — село, где часть классов в здании гимназии с румынским языком обучения (Роговская негосударственная гимназия) занимает молдавская примэрия.
  - Коржево — микрорайон г. Дубоссары, с точки зрения РМ — село Коржова. Функционирует лицей им. Михая Эминеску и примэрия (занимает помещение детского сада). Под молдавской юрисдикцией также находится Республиканский Центр Реабилитации (дом престарелых).
- территории, не контролируемые ПМР
  - Плато Кошница: сёла Кошница, Пырыта, Похребя и Дороцкое
  - сёла Кочиеры и Моловата Ноуэ
  - село Варница

## Физико-географическая характеристика

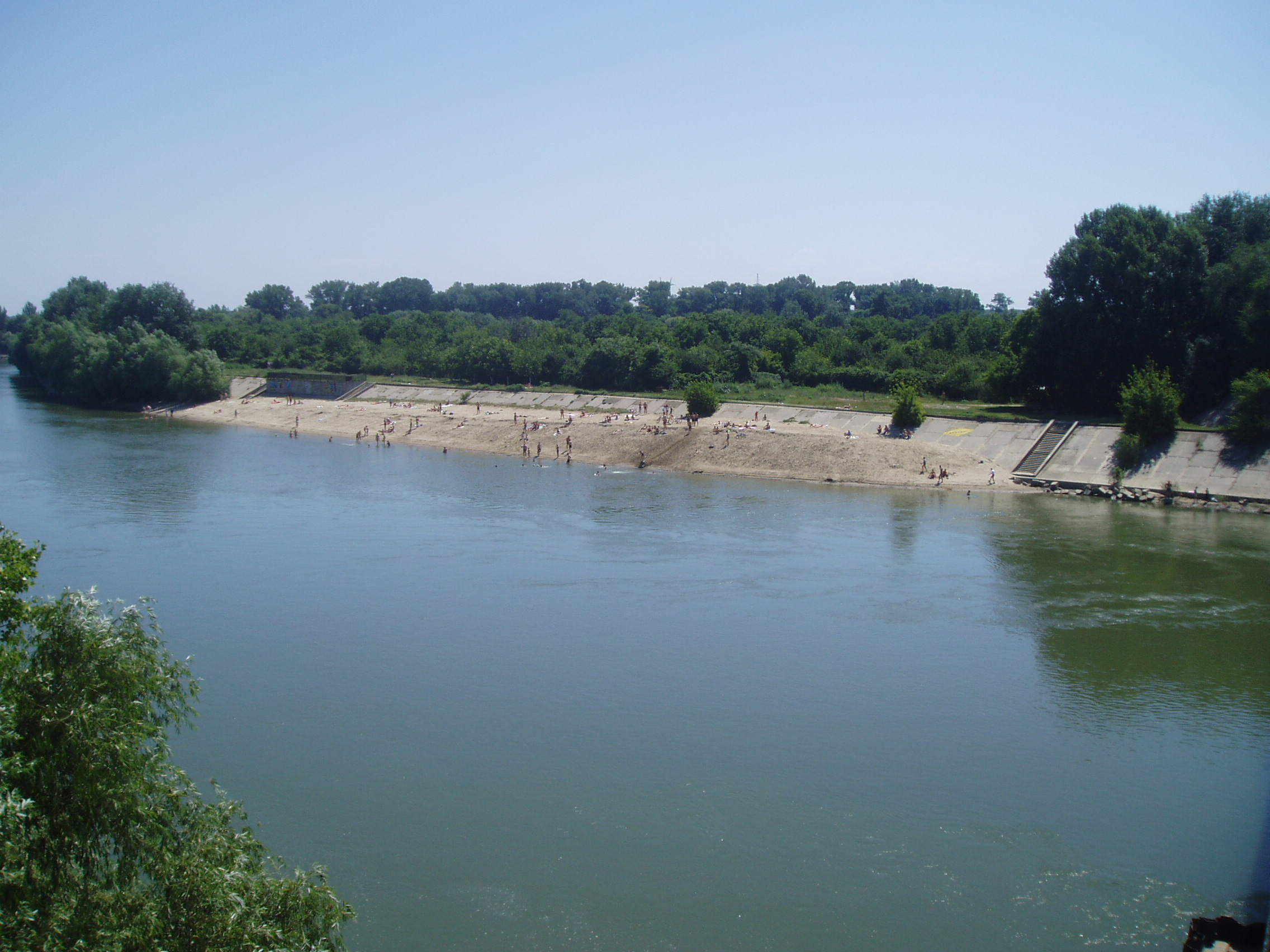
Река Днестр в Тирасполе

### Географическое положение и границы
ПМР расположена на крайнем юго-западе Восточно-Европейской равнины, во втором часовом поясе, и занимает узкую полосу левобережья Днестра в его среднем и нижнем течении, а также отдельные территории (г. Бендеры и близлежащие населённые пункты) на правом берегу Днестра. В бывшей Молдавской ССР Приднестровье занимало её восточную часть. Не имея выхода к морю, страна географически тяготеет к причерноморскому региону.
На северо-востоке Приднестровье граничит с Украиной, на юго-западе — с Молдовой. Площадь ПМР составляет 4163 км², площадь территории населённых пунктов, принявших юрисдикцию ПМР составляет 3,6 тыс. км².
Протяжённость республики в субмеридиональном направлении (с северо-запада на юго-восток) составляет 202 км, в широтном направлении (с запада на восток) по линии села Гыска — западная граница Украины — 40 км.
Общая протяжённость Государственной границы — 816 км, в том числе: с Республикой Молдова — 411 км, с Украиной — 405 км.
Крайними точками Республики являются следующие населённые пункты:
— на севере — с Фрундзовка 49° 09' с. ш.
— на юге — с. Незавертайловка 46° 35' с. ш.
— на западе — с Грушка 28° 33' в. д.
— на востоке — пгт. Первомайск 29° 58' в. д.

### Геологическое строение
Территория Приднестровья в геологическом отношении расположена на юго-западном склоне Восточно-Европейской платформы. Осложняют её тектонические структуры второго порядка: Украинский кристаллический щит, Молдавская плита, Южно-Украинская моноклиналь, а также несколько структур третьего и более высокого порядков.
Фундамент Восточно-Европейской платформы сложен архей-протерозойскими кристаллическими породами. Он плавно понижается в юго-западном направлении с нулевой отметки в Северном Приднестровье до — 1400 м на юге и осложнён целым рядом крупных разломов как древнего, так и более молодого возраста. Современная тектоническая активность региона подтверждается сейсмичностью 6—7 баллов и современным поднятием земной коры с амплитудой до +2 мм/год и опусканием территории нижнего течения Днестра, достигающего на крайнем юге — 2 мм/год.
Поверхность ПМР представляет собой холмистую равнину, расчленённую речными долинами. Средняя высота над уровнем моря — 140 м.

### Полезные ископаемые ПМР
Основу минерально-сырьевой базы составляют нерудные ископаемые, представленные цементным сырьём, естественными строительными материалами и подземными водами. В недрах республики разведано 79 месторождений твёрдых полезных ископаемых и 88 месторождений подземных пресных и минеральных вод.
Наиболее важным из твёрдых полезных ископаемых является цементное сырьё, основой которого являются карбонатные и глинистые породы. Они используются на Рыбницком цементно-шиферном комбинате. Общие запасы цементного сырья составляют 235 млн тонн. Не менее важным полезным ископаемым является стеновой камень, добыча которого ведётся из известняков среднего сармата. Его запасы составляют 95 млн м³. Карбонатные породы используются также в качестве сырья для производства извести, щебня, бута и технологических нужд сахарной промышленности.
В сахарной промышленности используется «сахкамень» — химически чистый известняк с содержанием кальция не ниже 95 %. Таких месторождений, удовлетворяющих требованиям промышленности, два — Рыбницкое и Гидиримское. Их запасы — 39 млн тонн. В республике разведано 11 месторождений глин и суглинков, пригодных для производства керамического сырья: кирпича, черепицы и керамзитового гравия. Их запасы составляют 24,5 млн м³. Месторождения песков и песчано-гравийные породы в основном связаны с аллювиальными отложениями реки Днестр. Государственным балансом учтено 25 месторождений. В сарматских и четвертичных отложениях разведано два месторождения песков-отощителей. Пески используются в строительстве, а гравий — в качестве балласта-заполнителя в бетонах марки «200» и «300». Объёмы запасов песчано-гравийных пород свыше 140 млн м³. Разведано Карагашское месторождение стекольных песков, пригодных для производства стекла тёмной окраски. При обогащении они могут быть использованы для изготовления стекла и стекольной тары светлых тонов. На территории республики разведано 7 месторождений кремнезёмистых пород. Это трепелы и диатомиты. Все они обнажаются в долине реки Днестр. Трепелы Каменского месторождения использовались для получения жидкого стекла. Месторождения диатомитов не разрабатываются.

### Рельеф
Формирование рельефа происходило в среднем плиоцене, в результате интенсивных положительных эпейрогенических движений, когда левобережье начало освобождаться от Понтического моря, а Днестр начал углублять своё русло. Самый древний элемент рельефа — высокое (до 274 м) волнистое водораздельное плато, представляющее песчано-глинистые отложения Балтской свиты, мощностью до 100 м, что способствует расчленению территории и появлению оползней. Одним из молодых образований в рельефе левобережья является пойма Днестра, ширина которой варьирует от нескольких метров на севере до 10 км и более на юге. Пойма низовьев Днестра в основном обвалована и поэтому не затопляется весенними и летними наводнениями.
Средняя высота левобережья колеблется от 156 м в Каменском и 112,5 м в Дубоссарском районах до 53 м в Слободзейском и 10—12 м в пойме нижнего Днестра.

### Климат
Климат умеренно континентальный. Зима мягкая, короткая, лето жаркое, продолжительное. Средняя температура января −4 °C, июля +23 °C. Абсолютный минимум −36 °C, максимум +42 °C. Среднее годовое количество осадков колеблется в пределах 380—550 мм.
Средняя годовая величина суммарной солнечной радиации возрастает с севера на юг от 108 до 118 ккал/см². В том же направлении изменяется радиационный баланс — от 46 до 53 кал/см², продолжительность солнечного сияния за год от 2060 до 2300 часов, а тёплого периода года от 260 до 290 дней. Безморозный период не устойчив и колеблется от 167 до 227 дней в году. Среднегодовая температура воздуха составляет +8,3 °С на севере и +9,7 °С на юге региона. Среднегодовая сумма положительных температур достигает 3500—3700 °С, а активных температур (выше +10 °С) — 3200—3300 °С.
Основные черты климата региона определяются господством воздушных масс с Атлантического океана. Периодически отмечается вторжение холодного воздуха с северных широт, тёплого и влажного со Средиземного моря и сухого воздуха из Азиатской части материка. Циркуляция воздушных масс имеет сезонный характер, под их влиянием происходит формирование ясной (90—150 дней в году) и пасмурной (50—80 дней в году) погоды.
Зима в регионе тёплая и влажная. Холодные дни часто сменяются оттепелями и безморозными днями. Это связано с проникновением атлантических и средиземноморских тёплых и влажных воздушных масс, вызывающих повышение среднесуточных температур воздуха выше +5 °С. Преобладает облачная и пасмурная погода, с осадками в виде дождя и снега. Снежный покров маломощный, неустойчивый. Образуются метели, гололёд, однако повторяемость их небольшая. Среднемесячная температура января −4 °С, возможны морозы до −33 °С.
Весна характеризуется большой изменчивостью погоды. Нередки резкие смены потеплений и похолоданий, дождливых и сухих периодов. В конце марта происходит устойчивый переход температуры воздуха через +5 °С, во второй декаде апреля через +10 °С. Однако возможность заморозков сохраняется даже в мае.
Лето солнечное, жаркое и засушливое. Осадки летнего периода чаще всего ливневого характера, иногда сопровождаются сильным ветром и градом. Высокие температуры воздуха устойчивы. Средняя температура июля +21— +22 °С, максимальные температуры достигают отметки +40 °С. Часто дуют суховеи (на юге до 36-38 случаев в году), иногда вызывающие чёрные бури.
Осень в Приднестровье тёплая и продолжительная. Среднесуточная температура воздуха ниже +10 °С опускается в октябре, а ниже +5 °С в конце первой половины ноября. Первые заморозки иногда отмечаются в конце сентября, чаще в середине октября.

### Воды
Главная река региона — Днестр, длина которой в пределах Приднестровья составляет 425 км. Среднегодовой расход воды у г. Бендеры составляет около 310 м³/сек.
Малые реки региона: Каменка (средне- годовой расход воды 0,77 м³/сек.), Белочи (0,55 м³/сек.), Молокиш (0,25 м³/сек.), Рыбница (0,11 м³/сек.), Ягорлык (0,76 м³/сек.) являются притоками Днестра.
Сооружение плотины Дубоссарской ГЭС привело к образованию водохранилища, которое введено в эксплуатацию в 1954 году. Оно находится на участке Днестра между городами Каменка и Дубоссары. При нормальном подпорном горизонте его длина около 128 км, средняя ширина 528 м, площадь водного зеркала 67,5 км². Полный объём водохранилища в последние годы сократился ввиду его заиления с 485,5 до 266 млн м³.
Воды Кучурганского водохранилища, пограничного с Украиной водоёма, используются Молдавской ГРЭС для технологических нужд. В настоящее время его длина достигает 20 км, ширина у плотины 3 км, площадь водного зеркала 27,2 км², объём составляет 88 млн м³.
На территории региона разведано 12 месторождений подземных минеральных вод с дебитом до 22 тысяч м³ в сутки.

### Почвы
Современный систематический список почв ПМР включает следующие типы и подтипы почв: чернозёмы, аллювиальные луговые почвы, делювиальные лугово-чернозёмные (намытые) почвы, дерново-карбонатные почвы, солонцы степные, тёмно-серые лесные почвы. Преобладающим типом почв на территории региона являются чернозёмы, занимающие более 90 % земельных угодий.

### Растительность и животный мир
Естественная растительность занимает незначительную площадь. Пахотные земли составили 90 % от всей территории, леса сохранились в виде отдельных массивов, общей площадью 31,1 тысячи га (8 %). Зональные виды лесной растительности представлены широколиственными лесами среднеевропейского типа. Самое широкое распространение получил дуб черешчатый. Под государственную охрану взято 49 видов редких и исчезающих растений. Лекарственные растения имеются во всех природных зонах Приднестровья.
Животный мир, несмотря на сравнительно небольшую площадь занимаемой территории, довольно разнообразен и насчитывает свыше 12 тысяч видов беспозвоночных и позвоночных животных. На территории Приднестровья животный мир, находясь в тесной взаимосвязи с растительностью и населяемыми биотопами, образует пять основных фаунистических комплексов: древесно-кустарниковый, открытых ландшафтов, каменистые склоны, овраги и обрывы, водно-болотный и комплекс населённых пунктов. Единственный заповедник в Приднестровье — Ягорлык.

## Население

### Численность
На 1 января 2019 года по данным госслужбы статистики расчётная численность населения составляет 465,1 тыс.чел. (из них 211,1 тысяч мужчин, 254,0 тысяч женщин), в том числе — 326,5 тысяч — городское (70,2 %).
На 14 октября 2015 года по данным переписи учтено 475 665 человек постоянно проживающих на территории республики (из них около 14 % заявлены как «временно отсутствующие»), из которых городское население 69,9 %, а сельское — 30,1 %.
На 1 января 2014 года численность населения составляет 505 153 человека, в том числе городское — 349 227 человек (69,13 %), сельское — 155 926 человек (30,87 %).
В 1990 году население Приднестровья составляло 730 000 жителей. Таким образом, естественная убыль составила около −1,58 % в год. До 1992 года сохранялась постоянная тенденция к росту населения, однако с этого года начинается постоянное сокращение числа жителей. Среди трудоспособного населения преобладает мужское.
Города с населением (по данным на 1 января 2014 г.):
- Тирасполь — 133 807 жителей (с подчинёнными населёнными пунктами (вкл. Днестровск и сельскую местность) — 145 332 жителей, в том числе 144 243 горожан и 1089 сельских жителей) / 127,0 тыс. чел. на 1 янв.2019 г.
- Бендеры — 91 882 жителей (с подчинёнными сельскими населёнными пунктами — 98 726 жителей, в том числе 91 882 горожан и 6844 сельских жителей).
- Рыбница — 47 949 жителей.
- Дубоссары — 25 060 жителей.
- Слободзея — 14 618 жителей.
- Днестровск — 10 436 жителей.
- Григориополь — 9381 жителей.
- Каменка — 8871 жителей.

На 1 января 2019 года: Тирасполь — 127,0 тыс. чел, Бендеры — 83,2 тыс. чел, Рыбница — 44,4 тыс. чел.

### Рождаемость
| Годы | Общий коэффициент рождаемости | Специальный коэффициент рождаемости | Индекс детности | Доля женщин репродуктивного возраста |
| ---- | ----------------------------- | ----------------------------------- | --------------- | ------------------------------------ |
| 1989 | 17,85                         | 66,32                               | 0,35            | 0,27                                 |
| 2004 | 8,67                          | 30,97                               | 0,14            | 0,28                                 |
| 2006 | 9,00                          | 31,98                               | 0,15            | 0,28                                 |
| 2008 | 10,15                         | 36,25                               | 0,16            | 0,28                                 |
| 2010 | 10,05                         | 37,22                               | 0,18            | 0,27                                 |
| 2012 | 10,20                         | 37,76                               | 0,18            | 0,27                                 |

### Национальный состав
По данным переписи ПМР 2004 года, молдаване составляют 31,9 % жителей республики; 30,3 % населения составляют русские; 28,8 % — украинцы; проживают также болгары (2,5 %), гагаузы (0,7 %), белорусы (0,7 %) и другие. В целом, на территории Приднестровья проживают жители 35 национальностей, среди которых — немцы, евреи, татары, армяне и др.
Национальный состав Приднестровья:
| Народ     | 1993    | %       | 1996    | %       | 2004    | %       | 2015    | %       |
| --------- | ------- | ------- | ------- | ------- | ------- | ------- | ------- | ------- |
| всего     | 712 500 | 100,0 % | 696 100 | 100,0 % | 555 347 | 100,0 % | 474 500 | 100,0 % |
| Молдаване | 243 000 | 34,1 %  | 233 500 | 33,5 %  | 177 382 | 31,9 %  | 156 600 | 33,0 %  |
| Русские   | 214 000 | 30,0 %  | 200 800 | 28,8 %  | 168 678 | 30,4 %  | 161 300 | 34,0 %  |
| Украинцы  | 199 300 | 28,0 %  |         |         | 160 069 | 28,8 %  | 126 700 | 26,7 %  |
| Болгары   |         |         |         |         | 13 858  | 2,5 %   | 13 300  | 2,8 %   |
| Гагаузы   |         |         |         |         | 4096    | 0,7 %   | 5 700   | 1,2 %   |
| Белорусы  |         |         |         |         | 3811    | 0,7 %   | 2 800   | 0,6 %   |
| Немцы     |         |         |         |         | 2071    | 0,4 %   | 1 400   | 0,3 %   |
| Евреи     |         |         |         |         | 1259    | 0,2 %   |         |         |
| другие    | 56 200  | 7,9 %   | 261 800 | 37,6 %  | 24 123  | 4,3 %   | 6 700   | 1,4 %   |

### Языки
В Приднестровье статус официального языка на равных началах придаётся русскому, молдавскому языкам на основе кириллицы и украинскому языку.
В Приднестровье делопроизводство ведётся в 99 % случаев на русском языке, но решения Конституционного суда обязательно переводятся на молдавский (кириллический) и украинский языки. При этом при принятии к рассмотрению органами власти и любыми без исключения государственными инстанциями либо общественными организациями каких-либо документов, выданных в Республике Молдове, требуется их нотариально заверенный перевод на всех трёх государственных языках ПМР (перевод с румынского или с молдавской латиницы на кириллицу).

### Религиозный состав

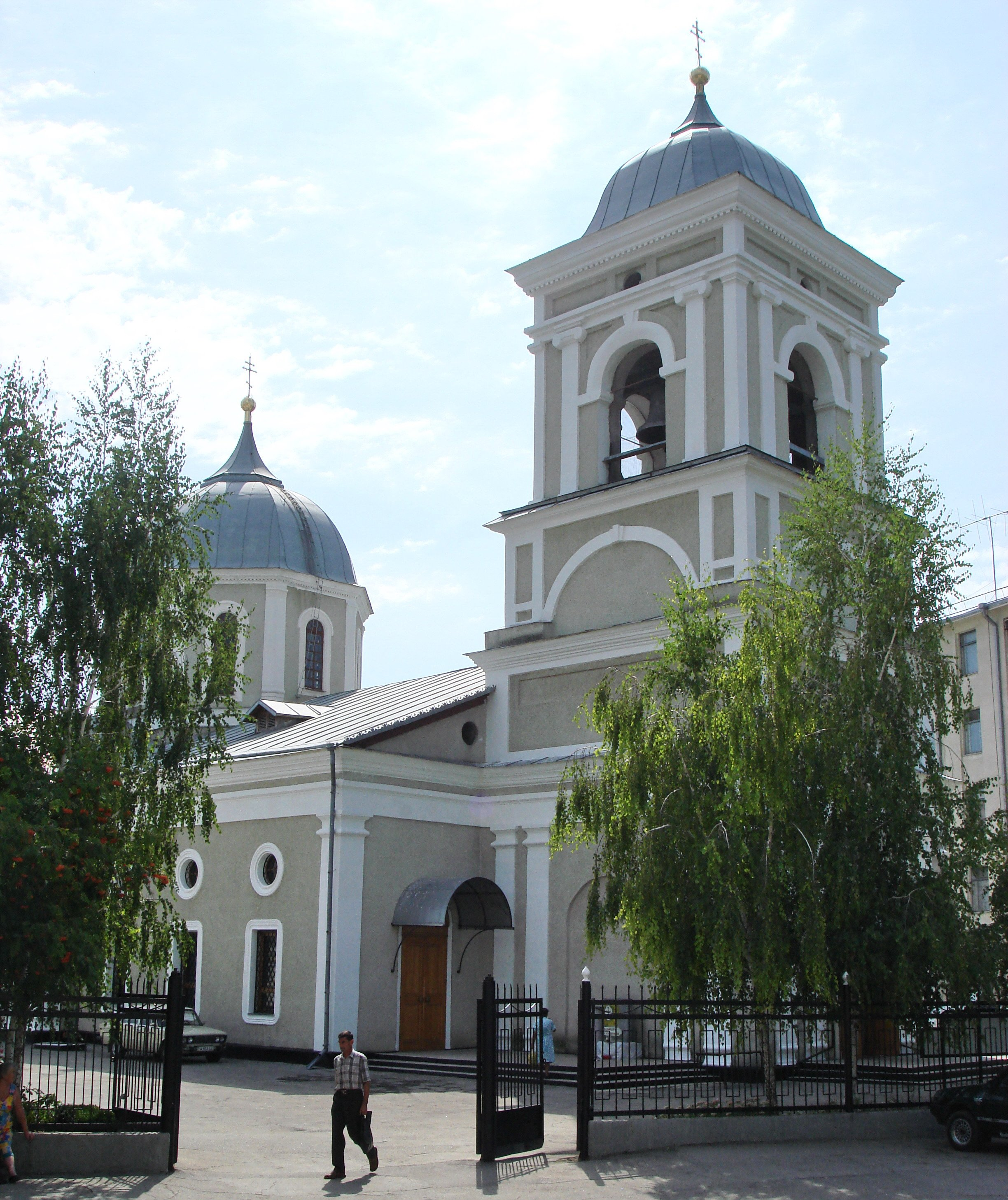
Преображенский кафедральный собор в Бендерах

Основная часть населения исповедует православие, преимущественно прихожане Молдавской Митрополии. Канонические структуры Молдавской Митрополии на территории Приднестровской Молдавской Республики объединяет Тираспольская и Дубоссарская епархия. Правящий архиерей с 5 марта 2010 года — Савва (Волков), архиепископ Тираспольский и Дубоссарский. Территориально-административно, епархия состоит из семи благочиний: Центрального (Тирасполь), Бендерского, Слободзейского, Григориопольского, Дубоссарского, Рыбницкого и Каменского.
Среди немногочисленных христиан-протестантов действуют официально зарегистрированные в ПМР: пятидесятники, баптисты, Армия спасения, адвентисты седьмого дня, харизматы.
Также есть одиночные религиозные общины иудеев, старообрядцев, армяно-григориан, вайшнавов.

## Экономика
На территории Приднестровья сконцентрирована значительная часть промышленности бывшей МССР. Основу экономики ПМР составляют крупные предприятия, такие как Молдавский металлургический завод (ММЗ), Молдавская ГРЭС, текстильный комбинат АОЗТ «Тиротекс», винно-коньячный завод «Квинт», компания «Шериф» и другие.
Главными проблемами экономики региона являются непризнанный статус, массовая эмиграция молодёжи и отрицательное сальдо внешнеторгового баланса. Тем не менее, индекс экономического развития, материальной обеспеченности, а также коэффициент социальной защищённости населения ПМР, по данным Приднестровского республиканского банка и Верховного совета ПМР, остаётся выше, чем в соседней Молдове.
В течение 2012—2015 годов рубль Приднестровской Молдавской Республики неожиданно оказался самой крепкой денежной единицей (пусть и непризнанной) на территории всего постсоветского пространства (официальные обменные курсы ПРБ доллара США к рублю ПМР: на 23.03.2015 — 11 рублей 10 копеек ПМР за 1 доллар США; на 20.01.2012 — 11 рублей 10 копеек ПМР за 1 доллар США).
Приднестровские предприятия активно торгуют с Евросоюзом, регистрируясь в Молдове с целью получения документов для ведения экспортно-импортных операций. Товары идут в ЕС под маркировкой «made in Moldova». Всего на 1 апреля 2014 года регистрацию в Молдове получили 592 приднестровских экономических агента.
Свыше 40 % экспорта из ПМР приходится на страны ЕС, 37 % на Молдову, 14 % — на страны Таможенного союза. В основном Приднестровье экспортирует металл, текстиль, электроэнергию, пищевые продукты, обувь. В 2013 году непризнанная республика экспортировала товаров на 587 млн $, а импортировала на 1,66 млрд $. При этом у приднестровских предприятий есть определённые льготы при импорте: они не платят таможенных платежей и экологических сборов, если ввозимый товар будет использоваться на территории региона. До недавнего времени 80 % потребности Молдовы в электроэнергии обеспечивала Молдавская ГРЭС, расположенная в ПМР, что составляло один из основных источников экспортных доходов. С апреля 2017 года Молдова прекратила закупки электроэнергии в ПМР и стала закупать её у Украины, причём по цене ниже, чем на внутреннем украинском рынке. Экономисты и политологи считают это попыткой Молдовы, совместно с Украиной, ужесточить экономическую блокаду ПМР.
Большую роль в современной экономике Приднестровья играют города Тирасполь, Бендеры и Рыбница.
Полученные с населения и предприятий средства власти Приднестровья используют на покрытие многолетнего дефицита пенсионного фонда (треть пенсионеров ПМР имеет российское гражданство, но пенсию получает приднестровскую). В 2014 году дефицит запланирован на уровне 38 %.
Тирасполь является крупным газовым хабом на пути международных газопроводов «Газпрома» из России через Украину — в Румынию, Болгарию, Грецию, Турцию, Македонию, Молдову. Через Тирасполь проходят 3 нитки международных газопроводов «Укртрансгаза»: Ананьев — Тирасполь — Измаил, Шебелинка — Измаил. Объём прокачки газа по этим 3 ниткам составлял в 2013 году 26 млрд м³ в год. В начале 2021 года транзит российского газа в Румынию через Украину и Приднестровье был прекращён после ввода в эксплуатацию газопровода «Турецкий поток».
ПМР не платит за газ ни «Газпрому», ни Молдове («Молдова-Газ»), а долг записывается на Кишинёв, поскольку де-юре ПМР является частью Молдовы. На сентябрь 2015 долг Молдовы «Газпрому» за газ превысил 5,1 млрд долларов, из них 4,6 млрд долларов — это долг Приднестровья, который Молдова отказывается признавать своим. «Газпром» утверждает, что действующим контрактом «Газпрома» с Молдовой разделение оплаты за газ между Молдовой и ПМР не предусмотрено. По версии молдавских СМИ, Молдова в свою очередь опасается выдавать лицензию приднестровской газотранспортной компании «Тираспольтрансгаз», так как это может привести к ещё большему росту задолженности Приднестровья. Как считает «Коммерсантъ», в связи с тем, что Россия разместила миротворческие силы на территории ПМР (содержит их инфраструктуру за счёт ПМР), «Газпром» не требует от ПМР платы за газ, благодаря чему местное население платит 80 $ за 1 тыс. кубометров, а промышленные предприятия — от 200 $ до 340 $ за 1 тыс. кубометров, а полученные за газ средства направляются на покрытие дефицита бюджета ПМР. В феврале 2017 года Газпром отказал Молдове в реструктуризации многолетней задолженности за газ в 6,5 млрд $ (из которых 5,8 млрд относится к долгам Приднестровья). Подобную ситуацию BBC оценивала как субсидирование непризнанной республики со стороны РФ.

### Трудовые ресурсы и занятость
Главную проблему рынка труда непризнанной республики составляет непривлекательность имеющихся рабочих мест из-за низкого уровня заработной платы, нестабильного финансового положения предприятий, тяжёлых условий труда. Проблемами занятости также являются: сокращение общей численности трудоспособной рабочей силы и рост количества пенсионеров в связи с низкой рождаемостью и высокой эмиграцией населения в более экономически развитые страны. В 2017 году официальный уровень безработицы в ПМР составлял 5 — 6 %.

### Транспорт, инфраструктура, связь

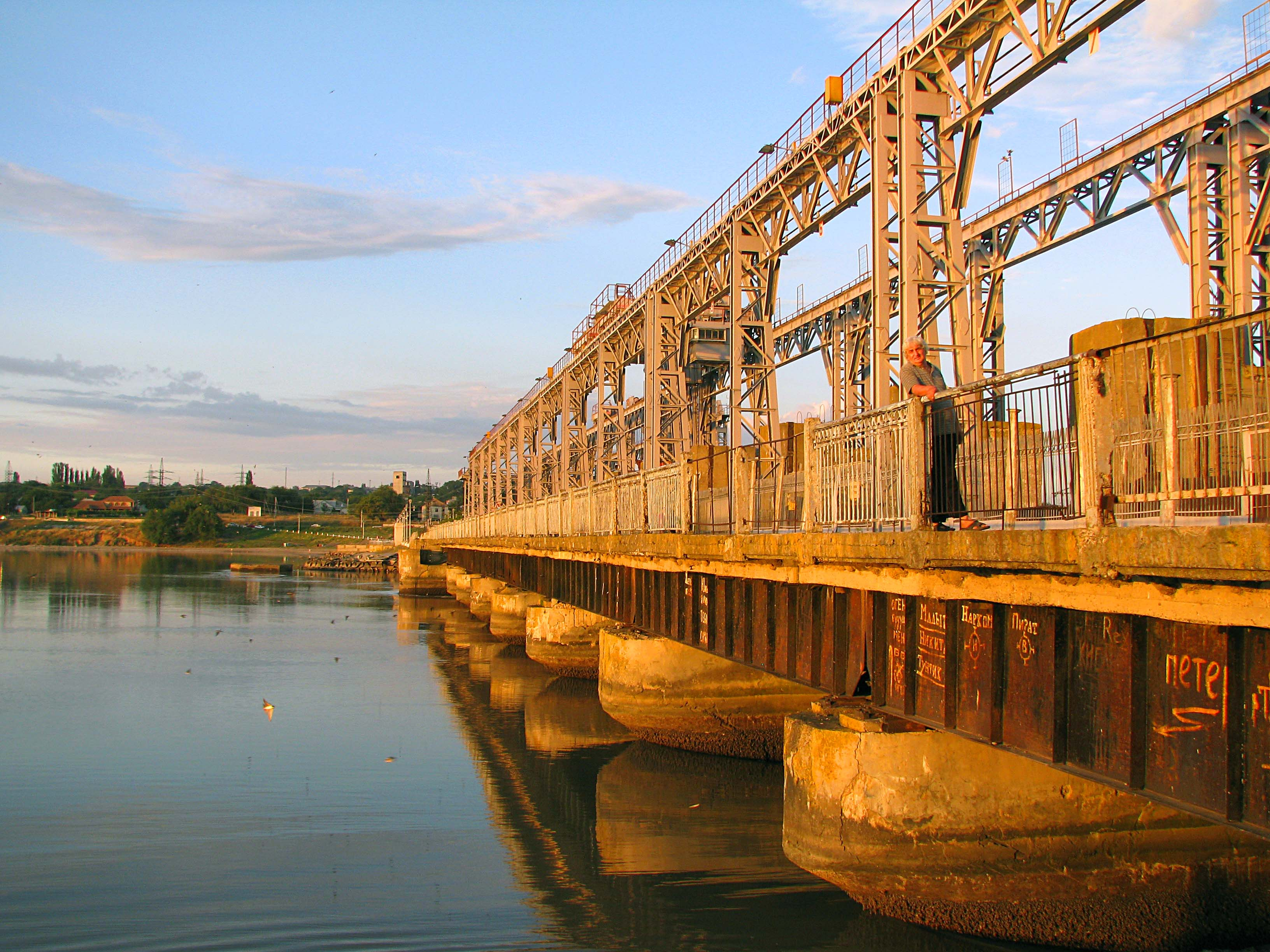
Дубоссарская ГЭС

#### Автомобильный транспорт
По протяжённости автомобильных дорог — 1033 км. При этом 606 км из них имеют асфальтовое или иное дорожное покрытие, а 427 являются грунтовыми.
Будучи непризнанным государством, ПМР испытывает определённые трудности в сфере международного сообщения. Молдова пускает некоторые поезда в обход территории Приднестровской Молдавской Республики. И всё же есть автобусное и железнодорожное снабжение Тирасполя и Бендер с Молдовой, Украиной, Россией, Румынией.
Подавляющее число из автодорог ПМР является транзитным между Республикой Молдовой и Украиной, обслуживается городскими дорожно-эксплуатационными хозяйствами ПМР.
Магистральные приднестровские шоссе:
- центральная Республиканская трасса[116][117]: приднестровско-украинская граница — г. Днестровск — пос. Красное — г. Слободзея — г. Тирасполь — г. Григориополь — г. Дубоссары— г. Рыбница — г. Каменка — приднестровско-украинская граница,
- участок шоссе Кишинёв — Одесса[118] (E58): приднестровско-молдавская граница — в объезд г. Тирасполь — пос. Новосавицкая — пос. Первомайск — приднестровско-украинская граница,
- участок шоссе Кишинёв — Полтава[119] (E584), трасса Волгоград — Бухарест): приднестровско-молдавская граница — г. Дубоссары — приднестровско-украинская граница.

#### Железнодорожный транспорт

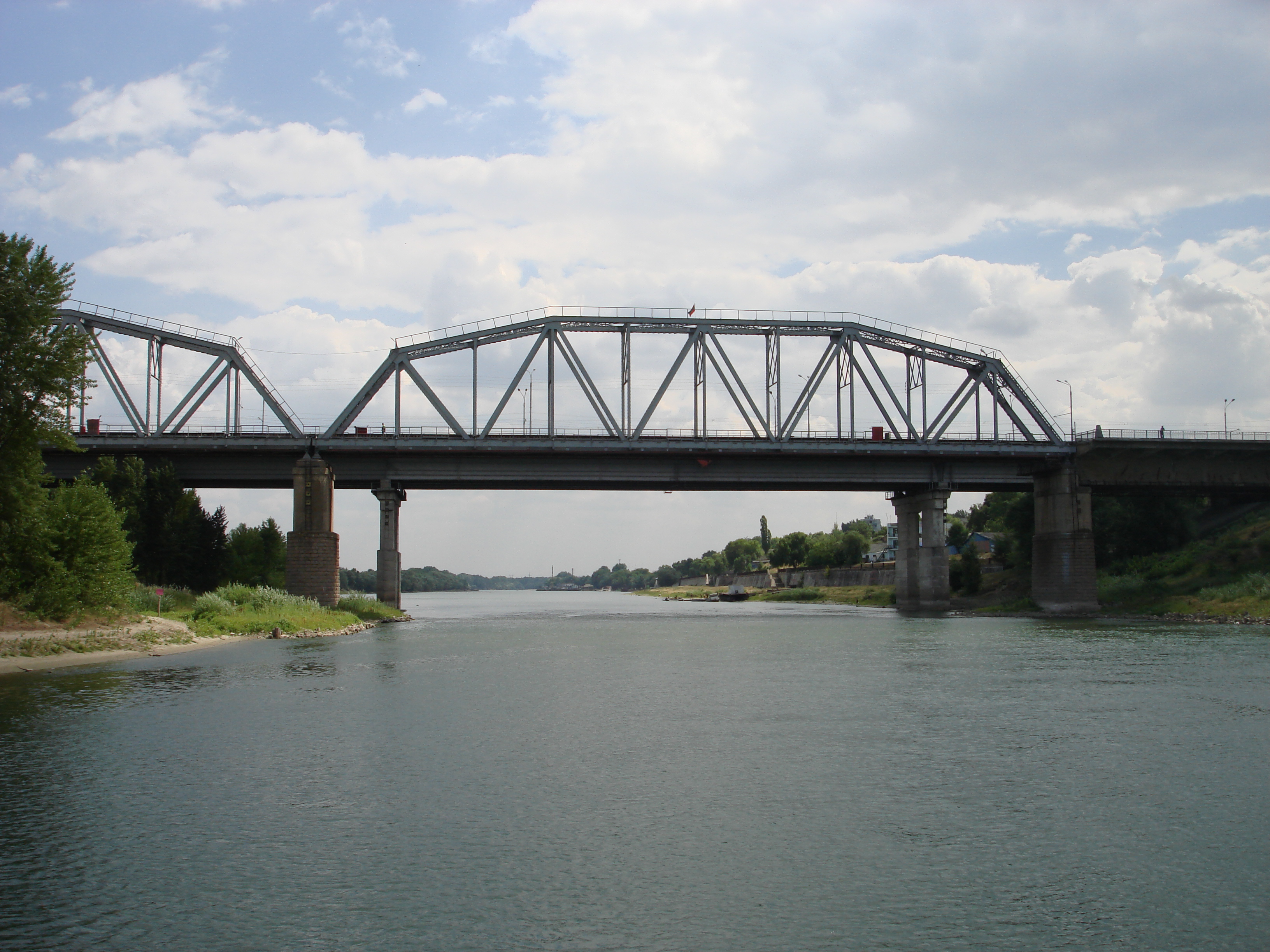
Железнодорожный мост через Днестр в Бендерах

Железнодорожный транспорт начал развиваться в период нахождения Приднестровья в составе Российской империи. Сейчас в Приднестровье имеется пассажирское железнодорожное сообщение с Молдовой, Украиной, а через их территорию — и с другими странами. Осуществляются транзитные грузовые перевозки. Местные перевозки, а также перевозки для приднестровских предприятий ограничены со времён кризиса 2006 года. За приднестровский участок железных дорог отвечает независимое от молдавских властей ГУП «Приднестровская железная дорога».
По территории ПМР проходит железная дорога Раздельная — Кишинёв от станции Ливада до станции Бендеры II, а также участок Колбасна — Рыбница. Часть линии Ливада — Новосавицкая проходила по территории Украины, что создавало существенные трудности в железнодорожном сообщении, поэтому в 2010 году между этими станциями была построена ветка в обход территории Украины длиной около 1,5 км.

#### Общественный транспорт

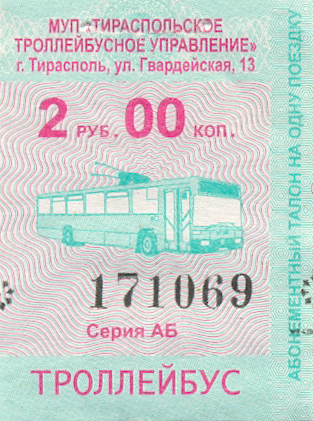
Билет на Тираспольский троллейбус в 2011 году

В городах Тирасполь и Бендеры действуют троллейбусные линии. Также с 1993 года действует одна из немногих в СНГ междугородних троллейбусных линий между Тирасполем и Бендерами.

#### Другие виды транспорта
Регулярного авиационного сообщения на территории ПМР не существует. Ближайшие пассажирские аэропорты находятся в Кишинёве и Одессе. Аэропорт используется в основном в военных целях российскими миротворцами (за использование приднестровской транспортной инфраструктуры, инфраструктуры жилищно-коммунального хозяйства, приднестровского вооружения с России денег не требуют).
В советское время по Днестру осуществлялись активные речные перевозки. В Приднестровье существует Рыбницкий речной порт и Бендерский речной порт. Из-за конфликтов с Молдовой (а также заиливания фарватера) в данный момент перевозки не осуществляются. В паводки (или в месяцы регулирования стока воды на Дубоссарской ГЭС) при СССР судоходство выполнялось по всему фарватеру Днестра от самой южной точки к самой северной точки ПМР.
По территории Приднестровья проходят международные транзитные газопроводы из России в Молдову и другие страны Европы. Транзитные газопроводы безвозмездно переданы властями ПМР властям Российской Федерации, но обслуживаются специалистами приднестровской стороны. До 2020 года «Тираспольтрансгаз» получал от Газпрома 26 млн $ в год за транзит российского газа, Молдова получала более 60 млн $/год.

#### Связь
Вклад услуг связи в ВВП ПМР составлял в январе—сентябре 2007 года 4,11 %.
ПМР характеризуется высоким уровнем телефонизации (в среднем один мобильный телефон на два человека, в том числе новорождённых и пенсионеров; телефонная плотность стационарных и фиксированных телефонных аппаратов ПМР колеблется от 25 до 35 на 100 жителей по разным административно-территориальным единицам ПМР. Уровень фиксированной и стационарной телефонизации заметно выше в городах, а уровень мобильной телефонизации заметно выше в сёлах, где нередко многие имеют сразу по два действующих мобильных аппарата (как стандарта CDMA Приднестровья, так и стандарта GSM Республики Молдовы или Украины; при этом имеющие GSM-аппараты нередко имеют при себе как молдавскую, так и украинскую, и ещё и российскую действующую сим-карту с услугами роуминга).
В 1990 году, в год образования непризнанной ПМССР в составе СССР, мобильной и фиксированной связи не было, а телефонизация стационарными телефонными аппаратами составляла в среднем 18 телефонных аппаратов на 100 человек.

###### На 1 января 2020
Число абонентов сетей мобильной сотовой связи — 338,897 тысяч.
Число подключённых проводных телефонов физических лиц ~160 тыс., всего — 177,829 тысяч.
Число абонентов кабельного телевизионного вещания — 143,813 тысяч.
Число абонентов эфирного цифрового телевизионного вещания — 20,944 тысяч
Число абонентов сетей передачи данных, подключённых к глобальной сети Интернет — 134,874 тыс. (из них 132,052 тыс. — физические лица).
Крупным местным телекоммуникационным оператором (мобильная связь в сети CDMA, доступ в интернет; фиксированная, местная, междугородная и международная связь; телевидение) является аффилированое с «Шерифом» СЗАО «Интерднестрком». Миссия компании — «предоставление клиентам самых современных телекоммуникационных услуг наивысшего качества»
Интерднестрком (IDC) является единственной компанией, обладающей лицензией на оказание услуг мобильной связи в Приднестровской Молдавской Республике, выданной властями непризнанного государства. Услуги мобильной связи предоставляет в стандарте CDMA в двух диапазонах частот — 450 и 800 МГц. Зона обслуживания абонентов мобильной связи IDC является подавляющая часть Приднестровской Молдавской Республики и прилегающие к её границам территории. В международном формате телефонные номера мобильной связи IDC имеют вид +37377хxxxxx.
- Существует ряд более мелких интернет-провайдеров (ООО «СкайНет» в Днестровске, ООО «Линксервис» и НПЦ «Мониторинг» в Бендерах, ООО «Специалист» и ООО «Триолан» в Рыбнице).
- Лицензия ООО «Триолан» была отозвана[127], в результате действий госслужбы связи ПМР под угрозой отзыва лицензий находятся ООО «Специалист», НПЦ «Мониторинг» и ООО «Линксервис», всего около 10 тысяч абонентов, подключённых к сети Интернет через этих провайдеров[128][129]

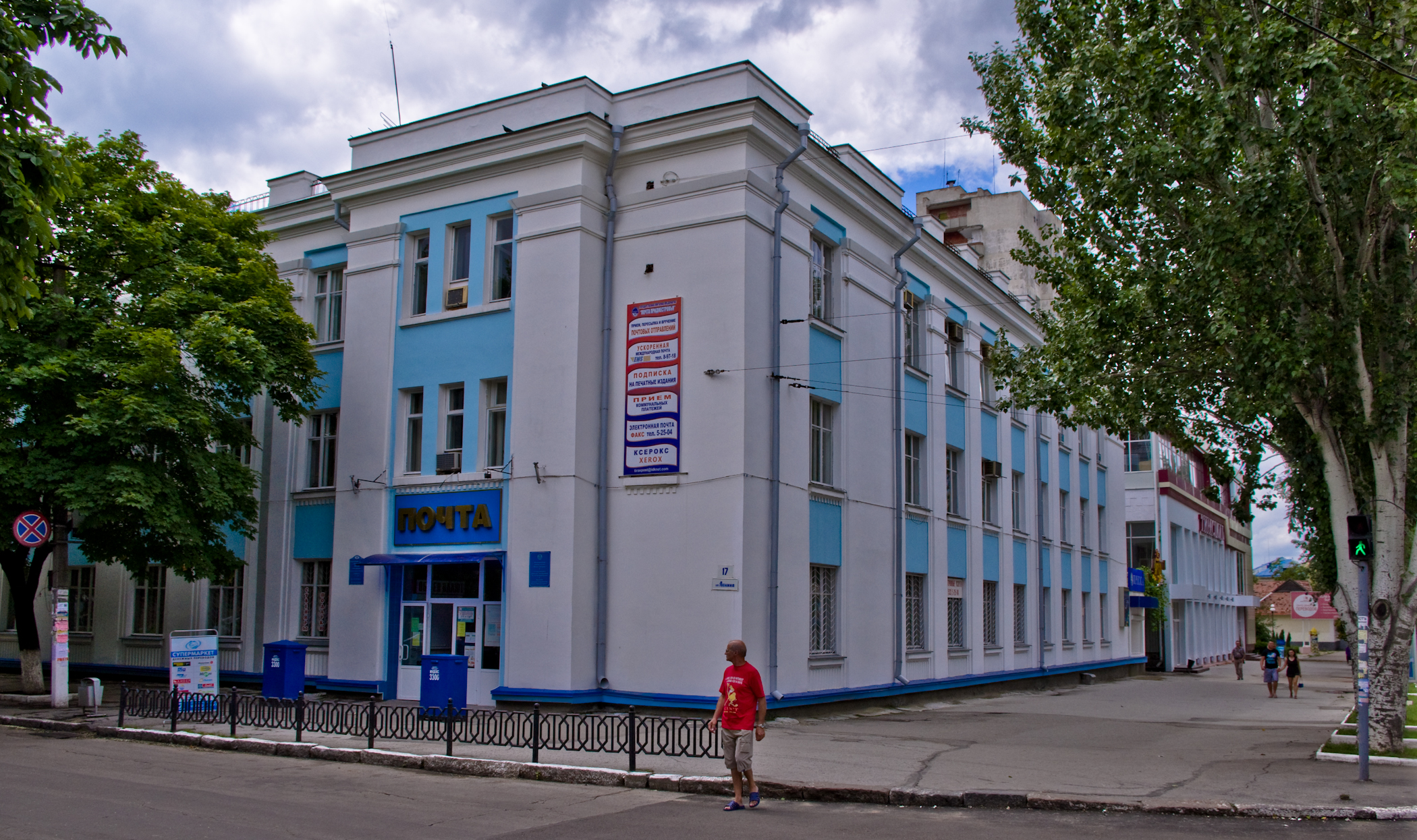
Центральное отделение ГУП «Почта Приднестровья»

ГУП «Почта Приднестровья» — приднестровская компания, оператор приднестровской национальной независимой почтовой сети. «Почта Приднестровья» является структурным подразделением «Почты Молдовы», если речь идёт о международных (за пределы территории, контролируемой Приднестровской Молдавской Республикой) отправлениях, но с 2015 года необходимость в сотрудничестве с «Почтой Молдовы» резко снизилась в связи с оперативной работой тираспольского (приднестровского отделения DHL — Экспресс-почта, обеспечивающей доставку любой почтовой корреспонденции в любую точку Европы в течение трёх рабочих дней путём международной авиа- экспресс-доставки почтовой корреспонденции.
Осенью 1991 года Дубоссарское, Рыбницкое и Тираспольское производственные объединения связи были выделены из состава Министерства связи Молдавской ССР и перешли под юрисдикцию Приднестровской Молдавской Республики.

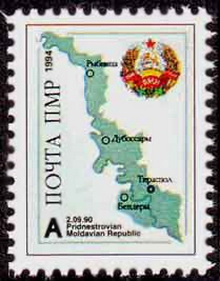
Первая безноминальная марка ПМР (1995)

В 2001 году на базе ГП «Тираспольская почта» было создано государственное унитарное предприятие «Почта Приднестровья», находящееся в ведении Министерства информации и телекоммуникаций ПМР.
В состав ГУП «Почта Приднестровья» входят шесть дочерних предприятий: ДГУП «Бендерская почта», ДГУП «Григориопольская почта», ДГУП «Рыбницкая почта», ДГУП «Каменская почта», ДГУП «Слободзейская почта» и ДГУП «Дубоссарская почта».
В Приднестровье работает 127 отделений связи, в том числе 93 — в сельской местности. К основным видам оказываемых «Почтой Приднестровья» услуг относятся:
- Подписка на газеты и журналы.
- Доставка пенсий на дом.
- Почтовое обслуживание физических и юридических лиц.
- Приём и доставка мелких и ценных пакетов и посылок.
- Экспресс-почта (EMS)[134][136].

### Экология
На территории Приднестровья нет мест для утилизации батареек. Батарейки утилизируются на территории Румынии. Отработанные источники ионизирующего облучения вывозятся на территорию Молдовы.

## Культура и искусство

### Достопримечательности
Кицка́нский плацдарм (Копанский плацдарм) — мемориальный комплекс, в память о стратегическом плацдарме советских войск на западном берегу реки Днестр, в районе населённого пункта Кицканы (в 10 км южнее Тирасполя), захваченном войсками 3-го Украинского фронта (генерал армии Р. Я. Малиновский) в ходе Одесской операции 1944 года.
Бендерская крепость — памятник архитектуры XVI века, мемориальный комплекс.
Тираспольская крепость — остатки крепости, построенной под руководством А.В. Суворова и архитектора Ф. П. де Волана в 1792—1793 годах.

### Музыка
Музыкальное образование в республике представлено рядом музыкальных школ, студий, школ искусств, а также Приднестровским государственным институтом искусств. Музыкальная жизнь представлена деятельностью профессиональных музыкальных коллективов, таких как Государственный симфонический оркестр ПМР, Приднестровский государственный хор, ансамбль «Виорика» и других, эстрадных исполнителей, таких как «Крис Виватский» и других, а также музыкальных групп: «Ланжерон» и других.

### Театр
В 1934 году было принято решение о строительстве в столице МАССР Тирасполе специального здания для театра. Им стал компактный, симметричный комплекс, решённый в стиле неоклассицизима.
К тому времени уже были сформированы три профессиональные театральные труппы: молдавская, русская, украинская. которым исторически было суждено проработать в новом здании до 1940 года, и после образования МССР двум из них переехать в новую столицу — г. Кишинёв.
В Приднестровье начинали свой творческий путь выдающиеся мастера театрального искусства Молдовы: актёры — Константин Константинов, Екатерина Казимирова, Кирилл Штырбул, Домника Дориенко, Евгений Казимиров, Евгений Диордиев, Мифодий Апостолов; заведующие музыкальной частью — Валерий Поляков, Давид Гершфельд; режиссёр Виктор Герлак и другие.

## СМИ

### Печатные СМИ

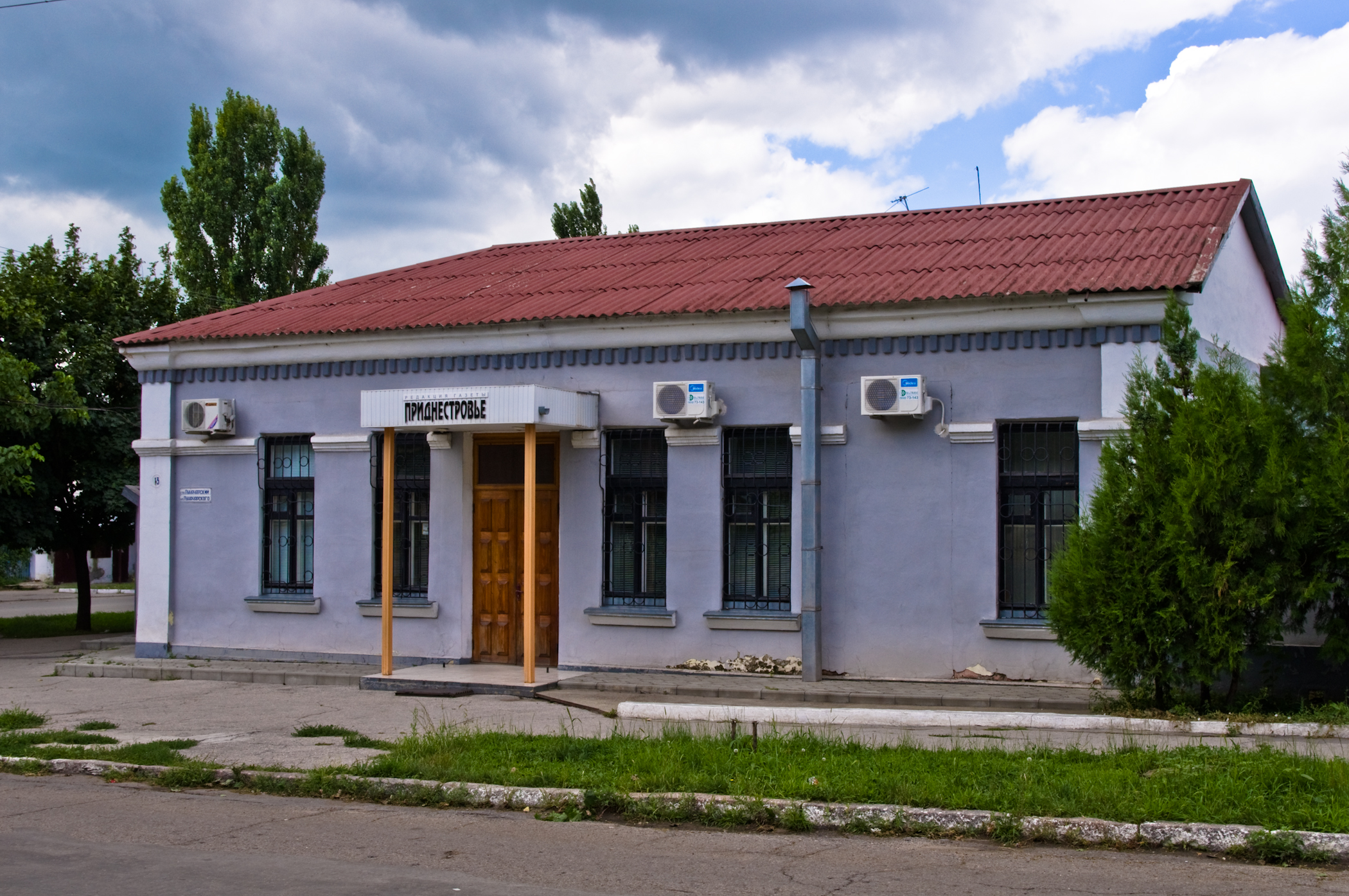
Газета «Приднестровье»

Первые периодические издания на русском языке появились в Приднестровье в начале XX века. По состоянию на конец 2010-х годов в ПМР издаётся более 10 ежедневных газет. Ведущие национальные газеты — «Родина», «Адевэрул Нистрян», «Добрый день», «Гомін», «Приднестровье», «Караван», «Заря Приднестровья».

### Электронные СМИ

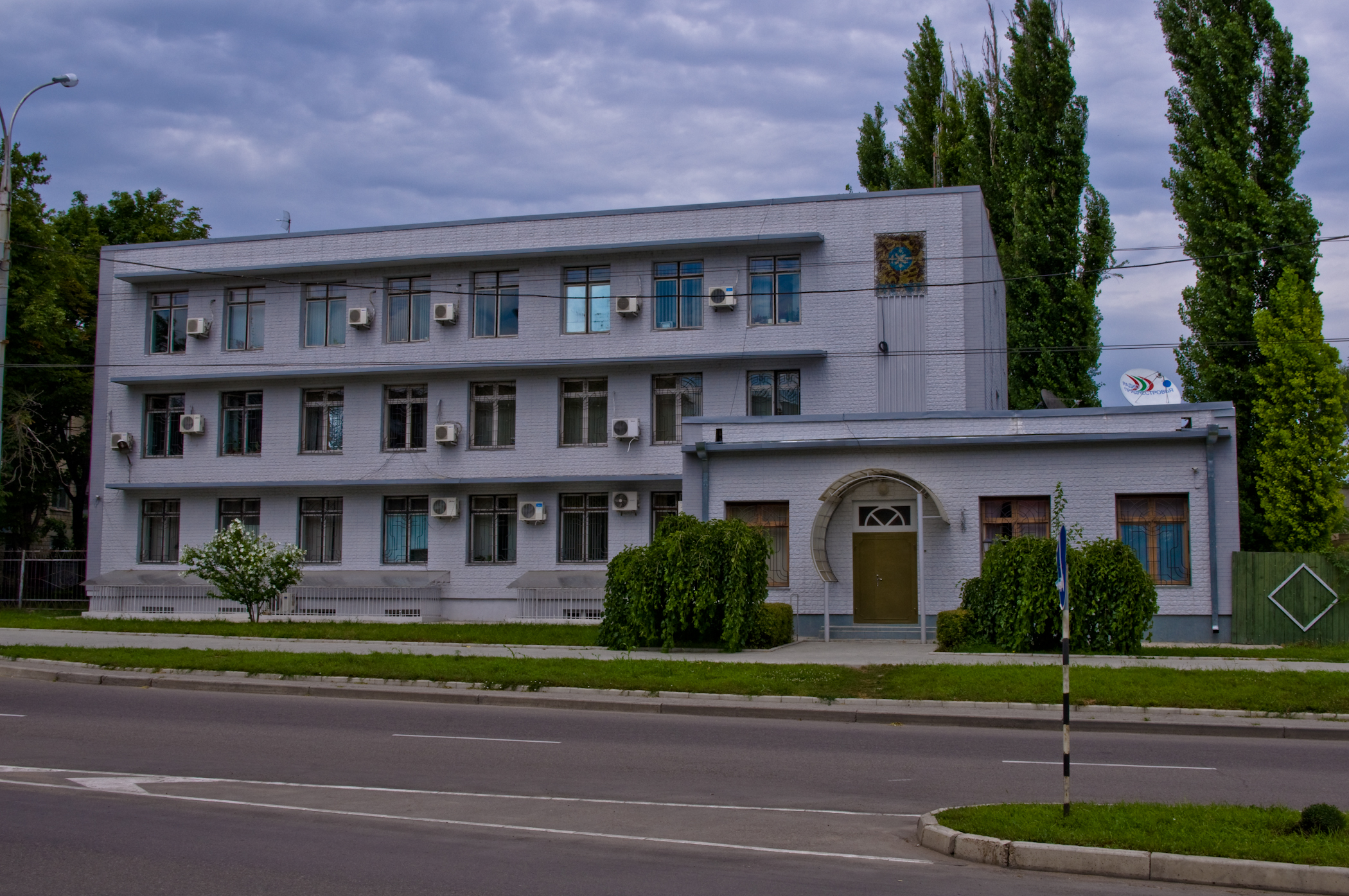
Здание «Радио Приднестровья»

Первая радиовещательная организация была создана советской администрацией в 1935 году. Становление собственно национальной системы радиовещания началось сразу после провозглашения государственной независимости. Радио Приднестровья — официальное вещание ПМР. Оригинальные передачи на русском, молдавском и украинском языках.
- «Первый Приднестровский» — оригинальные передачи на русском, молдавском и украинском языках.
- «Телевидение свободного выбора» — оригинальные передачи на русском языке.
- «Бендерское телевидение» — оригинальные передачи на русском, молдавском и украинском языках.

## Спорт

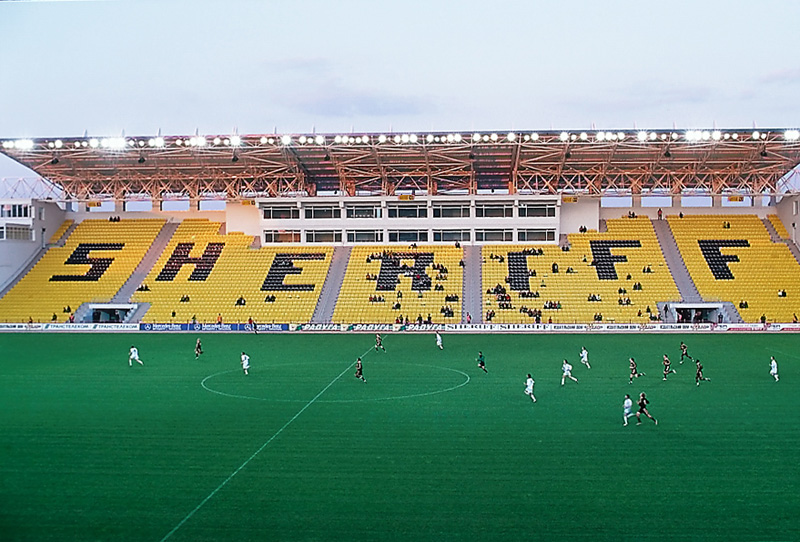
Главная арена спортивного комплекса «Шериф» в Тирасполе

Спортсмены Приднестровья на международных турнирах обычно выступают под флагом Молдовы, Украины или России и участвуют в соревнованиях по велосипедному и конному спорту, плаванию, академической гребле и гребле на байдарках и каноэ, боксу, лёгкой, тяжёлой атлетике и пауэрлифтингу, стрельбе из лука, бейсболу, баскетболу, волейболу, регби, дзюдо, кикбоксингу, гандболу и футболу. Команды в игровых видах спорта из-за международной непризнанности национальных федераций выступают в молдавском и украинском чемпионатах, исключение составляет Федерация футзала Приднестровья, которая была принята в Европейский союз футзала.
В Тирасполе базируется самый титулованный клуб в истории молдавского футбола — «Шериф», который является тринадцатикратным чемпионом Молдовы, семикратным обладателем Кубка Молдовы, пятикратным обладателем Суперкубка Молдовы, двукратным обладателем Кубка чемпионов Содружества, а также первым молдавским клубом, вышедшим в групповой этап Лиги Европы и Лиги чемпионов.
В Бендерах расположен самый титулованный клуб в истории молдавского баскетбола «Тигина». Ранее главным тренером был кавалер Ордена Почёта, заслуженный тренер Анатолий Погорелов. Его команда участвовала в чемпионате СССР первой лиги, где стала бронзовым призёром сезона 1991—1992 годов. В первенстве Молдовы двенадцать раз становилась чемпионом. Украинский чемпионат в высшей лиге сезона 2000—2001 года бендерчанам принёс бронзу. Сборная юниоров БК «Флоаре» заняла первое место на чемпионате Европы 1997 года в Андорре.